# Listă de personalități din Paris
Această pagină conține trei liste:

Blazonul Parisului

1. Personalități născute în Paris, ordonate cronologic după data nașterii acestora.
2. Personalități marcante din Paris, menționate în ordine alfabetică.
3. Listă alfabetică de personalități marcante din Paris.

Dacă nu este precizată etnia unei persoane, se subînțelege că acesta este franceză.
Astfel, de exemplu, prin Henric al IV-lea (dacă nu este însoțit de denumirea țării) se va înțelege Henric al IV-lea al Franței și nu Henric al IV-lea al Angliei.
| Personalități născute în Paris: - Secolele XII - XV - Secolul al XVI-lea: 1501 - 1550 • 1551 - 1600 - Secolul al XVII-lea: 1601 - 1620 • 1621 - 1640 • 1641 - 1660 • 1661 - 1680 • 1681 - 1700 - Secolul al XVIII-lea: 1701 - 1720 • 1721 - 1740 • 1741 - 1750 • 1751 - 1760 • 1761 - 1770 • 1771 - 1780 • 1781 - 1790 • 1791 - 1800 - Secolul al XIX-lea: 1801 - 1810 • 1811 - 1820 • 1821 - 1830 • 1831 - 1840 • 1841 - 1850 • 1851 - 1860 • 1861 - 1870 • 1871 - 1880 • 1881 - 1890 • 1891 - 1900 - Secolul al XX-lea: 1901 - 1910 • 1911 - 1920 • 1921 - 1930 • 1931 - 1940 • 1941 - 1950 • 1951 - 1960 • 1961 - 1970 • 1971 - 1980 • 1981 - 1990 • 1991 - 2000 - Locuitori celebri ai Parisului - Listă alfabetică de personalități marcante din Paris - Note |

## Personalități născute în Paris

### Secolele XII - XV

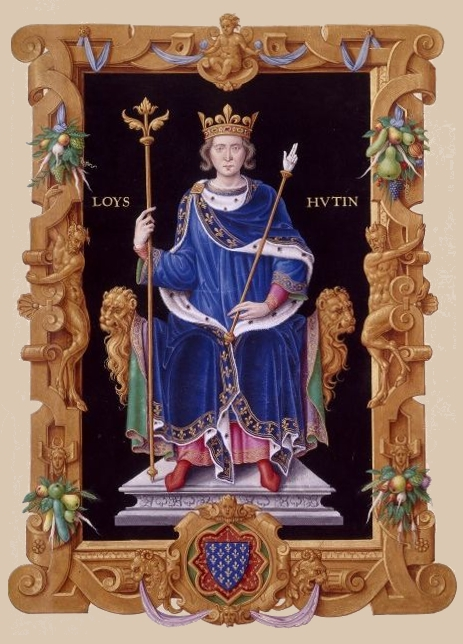
Ludovic al X-lea

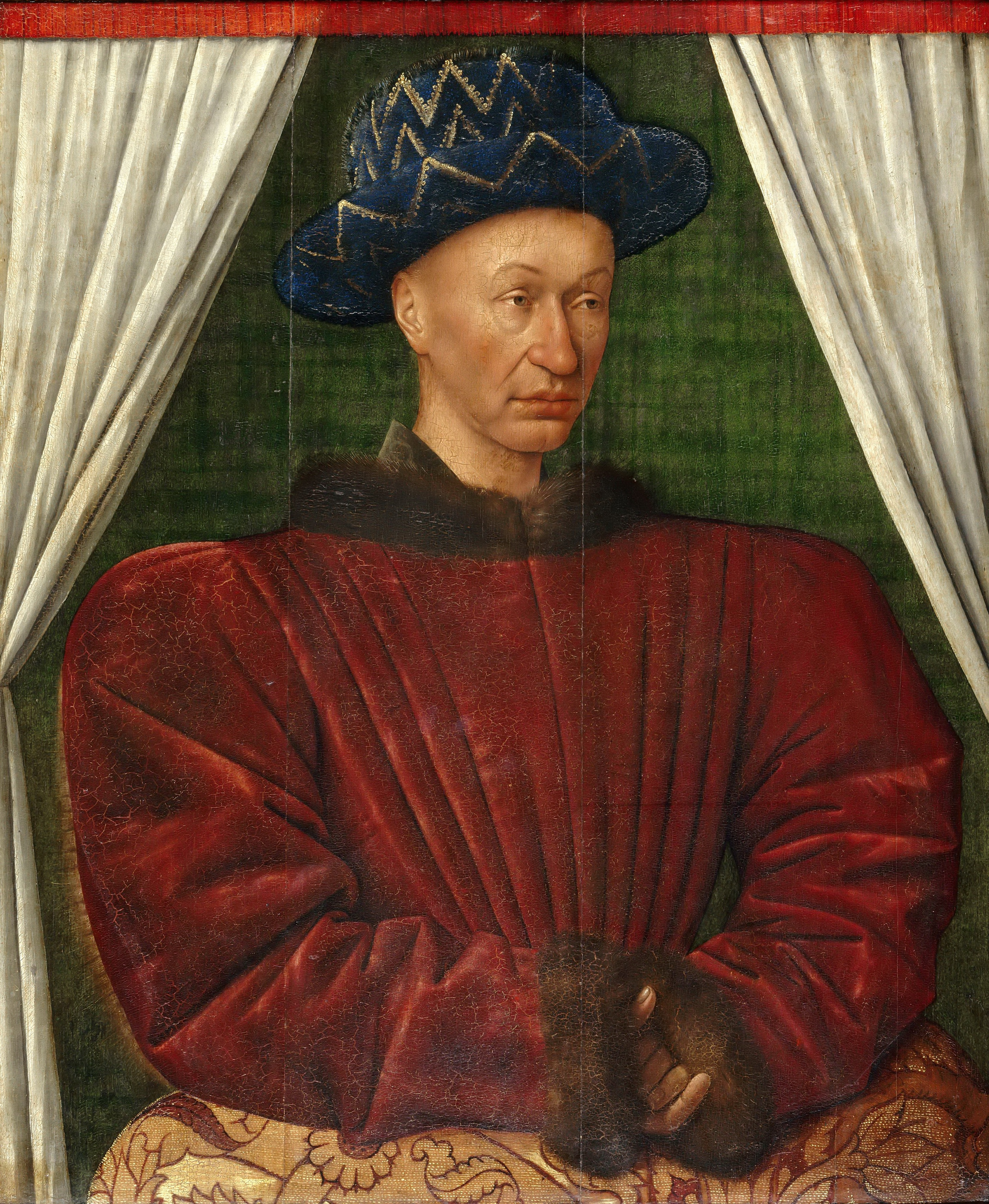
Carol al VII-lea

- Filip Cancelarul (c. 1160–1236), poet, cancelar, filozof, teolog;
- Ioan de Paris (c. 1260–1306), filozof, teolog;
- Blanche a Franței (c. 1282–1305), soția lui Rudolf I de Boemia;
- Margareta a Franței (c. 1282–1318), fiica lui Filip al III-lea;
- Ludovic al X-lea (1289 –1316), rege al Franței;
- Isabela a Franței (c. 1295–1358), soția regelui Eduard al II-lea al Angliei;
- Charles d'Évreux (1305–1336), conte de Étampes;
- Jean de Montaigu (1363–1409), consilier al lui Carol al V-lea și al lui Carol al VI-lea;
- Isabella de Valois (1389–1409), soția lui Richard al II-lea al Angliei;
- Charles d'Orléans (1394–1465), duce de Orléans;
- Michelle de Valois (1395–1422), soția lui Filip cel Bun;
- Louis de Guyenne (1397–1415), fiu al lui Carol al VI-lea;
- Jean de Valois (1398–1417), fiu al lui Carol al VI-lea;
- Guillaume Juvénal des Ursins (1400–1472), cancelar;
- Caterina de Valois (1401–1437), soția lui Henric al V-lea al Angliei;
- Carol al VII-lea (1403–1461), rege al Franței;
- François Villon (1431/1432?–1463), cel mai valoros poet medieval francez;
- Pierre de Blarru (1437–1510), poet, teolog;
- Nicolas Chuquet (1445/1455?–1488/1500?), matematician;
- Guillaume Budé (Budaeus) (1468–1540), umanist, diplomat, filolog, elenist;
- Guillaume Briçonnet (episcop) (c. 1472–1534), episcop, fiul cardinalului Guillaume Briçonnet (cardinal);
- Claude Garamont (Garamondus) (1499–1561), tipograf.

### Secolul al XVI-lea

#### 1501 - 1550

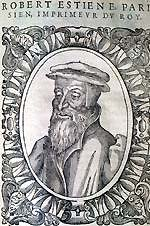
Robert Estienne

- Nicolas Cop (c. 1501–1540), teolog;
- Robert Estienne (1503–1559), cărturar, tipograf;
- Louis Bourgeois (c. 1510–1559), compozitor;
- Pierre Lescot (1510–1578), arhitect;
- Jacques I Androuet du Cerceau (1510–1584), arhitect;
- Robert Granjon (1513–1590), tipograf, editor;
- Jacques Gohory (1520–1576), avocat, medic, alchimist;
- François Hotman (1524–1590), scriitor, alchimist;
- Claude Gruget (1525–1560), editor, traducător, romanist;
- Claude Gervaise (1525–1583), compozitor;
- Germain Pilon (c. 1528–1590), sculptor;
- Henri Estienne (1528–1598), filolog, umanist, tipograf;
- Étienne Pasquier (1529–1615), poet, istoric, umanist;
- Claude Fauchet (1530–1602), magistrat, umanist, istoric;
- Étienne Jodelle (1532–1573), scriitor;
- Charles de Montmorency-Damville (1537–1612), înalt ofițer în Armata franceză;
- Guillaume de Baillou (1538–1616), medic;
- Pierre Charron (1541–1603), teolog, filozof;
- Claude Dupuy (1545–1594), cărturar umanist;
- Pierre de L'Estoile (1546–1611), memorialist, colecționar de artă;
- Anne de Pérusse des Cars (1546–1612), cardinal, episcop;
- Denys Godefroy (1549–1622), jurist;
- François d'Amboise (1550–1619), magistrat;
- Jean Robin (1550–1629), botanist.

#### 1551 - 1600

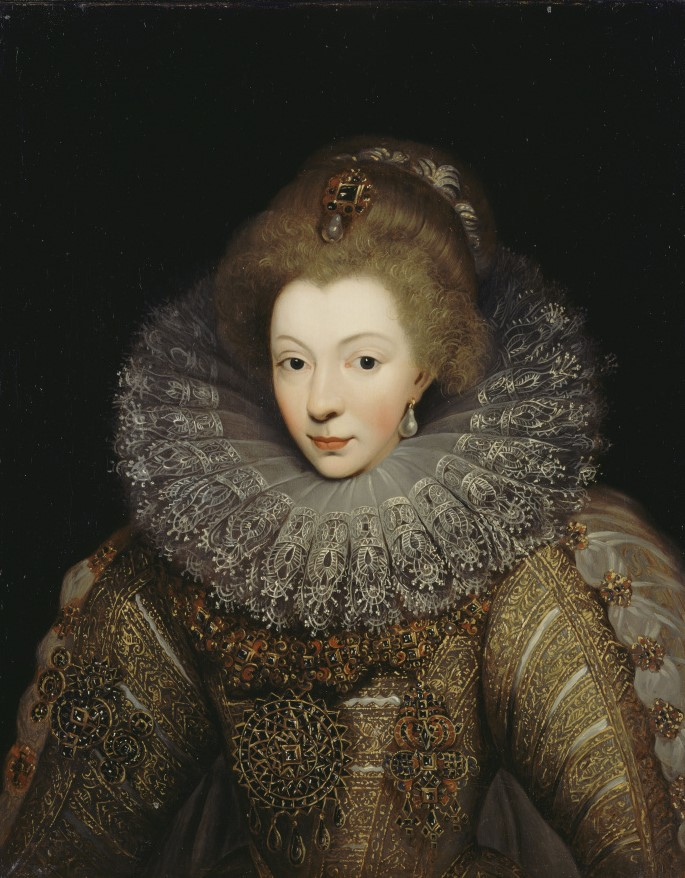
Ecaterina de Bourbon

- Jacques-Auguste de Thou (1553–1617), magistrat, istoric, scriitor, om politic;
- Guillaume du Vair (1556–1621), prelat, om politic;
- François Béroalde de Verville (1556–1626), scriitor;
- Jacques Mauduit (1557–1627), compozitor, umanist;
- François de La Rochefoucauld[1] (1558–1645), prelat catolic.
- Ecaterina de Bourbon (1559–1604), fiica lui Antoine de Navara;
- Louise Bourgeois (1563–1636), moașă, scriitoare;
- Marie de Gournay (1565–1645), scriitoare;
- Julien Perrichon (1566– c. 1600), compozitor, lutier;
- Barbe Acarie (1566–1618), călugăriță carmelită;
- Martin Fréminet (1567–1619), pictor;
- Nicolas Formé (1567–1638), compozitor;
- René Mézangeau (c. 1568–1638), compozitor, lutier;
- Alexandre Hardy (1570–1632), dramaturg;
- Henri de Gondi (1572–1622), episcop;
- Maria-Elisabeta de Franța (1572–1578), fiica lui Carol al IX-lea;
- Henri de Schomberg (1575–1632), ofițer;
- Louis Hébert (1575–1627), primul colonist francez în pe teritoriul Canadei de astăzi;
- François Leclerc du Tremblay (1577–1638), călugăr capucin;
- Vespasien Robin (1579–1662), botanist;
- Carol Gonzaga (1580–1637), duce de Mantua;
- Jean-Pierre Camus (1584–1652), teolog, scriitor;
- Cardinalul Richelieu (1585 - 1642), om politic;
- Claude Mydorge (1585–1647), matematician;
- François de La Mothe Le Vayer[2] (1588–1672), filozof, filolog, istoric;
- Pierre Séguier (1588–1672), politician, membru al Academiei Franceze;
- Sébastien Zamet[3] (1588–1655), episcop catolic;
- Simon Vouet (1590–1649), pictor baroc;
- Louise de Marillac (1591–1660), călugăriță, fondatoare a ordinului Filles de la Charité de Saint Vincent de Paul;
- Angélique Arnauld[4] (1591–1661), călugăriță din ordinul jansenit;
- Étienne Brûlé (1592–1633), explorator al Lumii Noi;
- Agnès Arnauld (1593–1671), călugăriță jansenită;
- Jacques de Serizay (1594–1653), scriitor, primul președinte al Academiei Franceze;
- Jean Chapelain (1595–1674), poet și critic literar, unul dintre fondatorii Academiei Franceze;
- Jean Ballesdens (1595–1675), avocat, editor și bibliofil;
- Jean Desmarets de Saint-Sorlin (1595–1676), poet și dramaturg;
- Claude Malleville (1597–1647), poet, membru al Academiei Franceze;
- Guillaume Colletet (1598–1659), poet, eseist;
- Charles Racquet (1598–1664), compozitor, organist;
- François Mansart (1598–1666), arhitect;
- César de Choiseul du Plessis-Praslin (1598–1675), mareșal al Franței;
- Gabriel Naudé (1600–1653), erudit, bibliotecar;
- Marin Le Roy de Gomberville (1600–1674), scriitor;
- Henri Louis Habert de Montmor (1600–1679), scriitor.

### Secolul al XVII-lea

#### 1601 - 1620

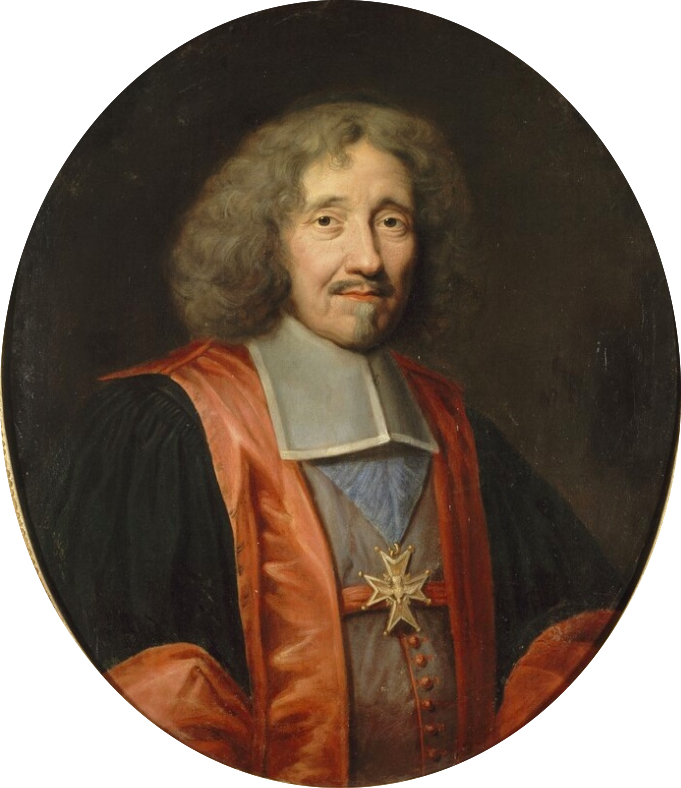
Michel Le Tellier

- Charles Sorel (1602? –1674), scriitor;
- Valentin Conrart (1603–1675), scriitor;
- Michel Le Tellier[5] (1603–1685), om de stat; a avut titlul Chancelier de France;
- Philippe Habert[6] (1604–1637), poet;
- Louis de Bourbon-Soissons (1604–1641), fiu al lui Carol, Conte de Soissons, nepot de văr al lui Ludovic al XIII-lea;
- François Hédelin (1604–1676), dramaturg, teoretician al teatrului;
- Pierre Daret (1604–1678), gravor, realizator de stampe;
- Olivier Patru (1604–1681), avocat, scriitor;
- François Le Mercier (1604–1690), misionat iezuit;
- Jean Morin[7] (1605/1609? - 1650), pictor, gravor;
- Bernard Frénicle de Bessy (c. 1605–1675), matematician;
- Jean-Baptiste Tavernier (1605–1689), comerciant, călător (mai ales în Asia);
- Jacques Philippe Cornut (1606–1651), medic, botanist;
- Laurent de La Hyre (1606–1656), pictor clasic, gravor;
- Christine a Franței (1606–1663), prințesă, soră a lui Ludovic al XIII-lea;
- Jacques Barrelier (1606–1673), călugăr, biolog;
- Jean-Jacques Olier (1608–1657), preot catolic;
- Henrietta Maria a Franței (1609–1669), prințesă a Franței, regină a Angliei;
- Charles Pajot (1609–1686), iezuit, filolog;
- Germain Habert (1610–1654), poet, membru al Academiei Franceze;
- Paul Scarron (1610–1660), scriitor;
- Louise Moillon (1610–1696), pictoriță barocă;
- Charles-Alphonse Du Fresnoy (1611–1668), pictor, poet;
- Gilles Guérin (1611–1678), sculptor;
- Louis, Duce de Vendôme (1612–1669), Duce de Vendôme, nepot al lui Henric al IV-lea;
- Louis Le Vau (1612–1670), arhitect;
- Jean Garnier[8] (1612–1681), teolog;
- Antoine Arnauld[9] (1612–1694), preot, matematician;
- André Le Nôtre (1613–1700), decorator de grădini la curtea lui Ludovic al XIV-lea;
- François Chauveau (1613–1676), desenator, gravor;
- François de la Rochefoucauld (1613–1680), filozof și moralist;
- Claude Perrault (1613–1688), medic, arhitect;
- Isaac Moillon (1614–1673), pictor;
- Claude Clerselier (1614–1684), filozof cartezian;
- Nicolas Fouquet (1615–1680), fost ministru de finanțe sub Ludovic al XIV-lea;
- Denis Godefroy[10] (1615–1681), istoric, consilier al lui Carol al VII-lea și Carol al VIII-lea;
- Claude Lancelot (1615–1695), teolog jansenist;
- Guillaume Dumanoir (1615–1697), compozitor baroc;
- Jacques Gomboust (1616–1663), topograf și cartograf regal;
- François, Duce de Beaufort (1616–1669), Duce de Beaufort și văr al lui Ludovic al XIV-lea;
- Eustache Le Sueur (1617–1655), pictor, desenator baroc;
- Claude Bazin de Bezons (1617–1684), avocat, om de stat;
- Pierre Petit[11] (1617–1687), medic, poet, latinist;
- Claude Mylon (1615–1660), matematician;
- Madeleine Béjart (1618–1672), actriță de comedie;
- Simon Arnauld de Pomponne (1618–1699), ministru sub Ludovic al XIV-lea;
- Cyrano de Bergerac (1619–1655), dramaturg, eseist, precursor al iluminismului;
- Antoine Furetière (1619–1688), scriitor, precursor al prozei realiste;
- Charles Le Brun (1619–1690), pictor la curtea lui Ludovic al XIV-lea;;
- Louis Lerambert (1620–1670), sculptor;
- Jacques Lagniet (1620–1675), gravor;
- Gabriel Gilbert (1620–1680), poet;
- Henri de Briquemault (1620–1692), ofițer din tabăra hughenoților;
- François Charpentier (1620–1702), scriitor;
- Ninon de Lenclos (1620–1705), scriitoare, curtezană și liber-cugetătoare.

#### 1621 - 1640

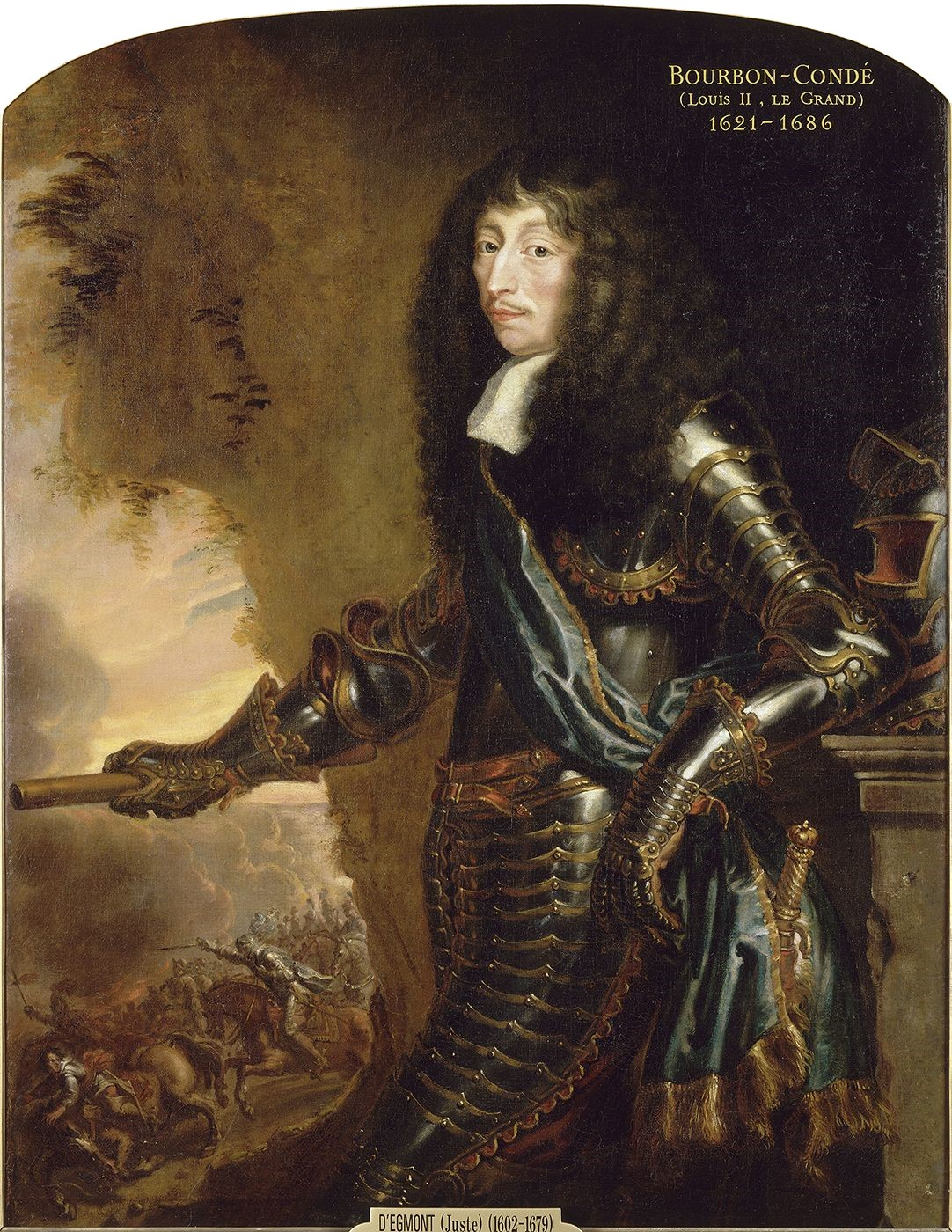
Ludovic al II-lea de Bourbon

- Antoine Lepautre (1621–1679), arhitect, desenator, gravor;
- Ludovic al II-lea de Bourbon (1621–1686), general, duce de Montmorency și de Enghien;
- Molière (1622–1673), scriitor, maestru al satirei comice; a inaugurat comedia de moravuri;
- François Roberday (1624–1680), compozitor, organist;
- Laurent Drelincourt (1625–1680), poet, pastor;
- Pierre de Guibours (1625–1694), istoric, genealogist;
- Barthélemy d'Herbelot de Molainville (1625–1695), orientalist;
- Samuel Chappuzeau (1625–1701), scriitor;
- Géraud de Cordemoy (1626–1684), filozof, istoric, avocat;
- Madame de Sévigné (1626–1696), scriitoare de epistole;
- Armand Jean Le Bouthillier de Rancé (1626–1700), călugăr cistercian;
- Jean Testu de Mauroy (1626–1706), scriitor, membru al Academiei Franceze;
- Louise-Christine de Savoie-Carignan (1627–1689), contesă de Soissons, fiica lui Thomas Francis, Prinț de Carignano;
- Anne Marie Louise d'Orléans, Ducesă de Montpensier (1627–1693), aristocrată, fiica lui Gaston, Duce de Orléans;
- Élisabeth-Angélique de Montmorency-Bouteville (1627–1695), aristocrată;
- Nicolas Gigault (1627–1707), compozitor, organist;
- Louis Cousin (1627–1707), avocat, istoric, traducător, membru al Academiei Franceze;
- Robert Cambert (1628–1677), compozitor, organist;
- François-Henri de Montmorency-Luxembourg (1628–1695), ofițer cu titlul de "Mareșal al Franței";
- Dominique Bouhours (1628–1702), preot, istoric, scriitor religios;
- Charles Perrault (1628–1703), scriitor; a scris povestiri pentru copii, printre care "Scufița Roșie";
- Noël Coypel (1628–1707), pictor clasic;
- César d'Estrées (1628–1714), cardinal;
- Armand de Bourbon, Prinț de Conti (1629–1666), prinț de condé, fiu al lui Henric al II-lea, Prinț de Condé;
- Alain Manesson Mallet (1630–1706), inginer militar, geograf, cartograf;
- Marie-Madeleine Dreux d'Aubray (1630–1676), marchiză;
- Pierre Landry (1630–1701), gravor;
- François Vatel (1631–1671), bucătar în serviciul lui Nicolas Fouquet;
- Pierre Beauchamp (1631–1705), coregraf la curtea lui Ludovic al XIV-lea;
- Guillaume Vallet (1632–1704), gravor;
- Étienne Pavillon (1632–1705), avocat, poet;
- Jean Gallois (1632–1707), matematician, membru al Academiei Franceze;
- François-Séraphin Régnier-Desmarais (1632–1713), diplomat, poet, traducător;
- Guillaume-Gabriel Nivers (1632–1714), compozitor, organist;
- Étienne Picart (1632–1721), gravor;
- Jean de Thévenot (1633–1667), călător ce a întreprins diverse voiaje în nordul Africii și în Extremul Orient;
- Marquise-Thérèse de Gorle (1633–1668), balerină;
- François Andréossy (1633–1688), inginer, cartograf;
- Charles Patin (1633–1693), medic;
- Madame de La Fayette (1634–1693), scriitoare; a scris primul roman istoric din literatura franceză;
- Denis Dodart (1634–1707), botanist;
- Pasquier Quesnel (1634–1719), teolog jansenist;
- Philippe Quinault (1635–1688), scriitor, libretist;
- Louis Victor de Rochechouart de Mortemart (1636–1688), ofițer cu titlul de "Mareșal al Franței";
- Nicolas Boileau (1636–1711), scriitor, cel mai mare teoretician al clasicismului;
- Charles de La Fosse (1636–1716), pictor;
- Louis-Sébastien Le Nain de Tillemont (1637–1698), preot, istoric;
- Louis Picques (1637–1699), teolog;
- François Mauriceau (1637–1709), chirurg; precursor al chirurgiei moderne;
- Nicolas de Catinat (1637–1712), ofițer cu titlul de "Mareșal al Franței";
- Antoinette Des Houlières (1638–1694), scriitoare;
- Jean Donneau de Visé (1638–1710), scriitor, critic literar;
- Nicolas Malebranche (1638–1715), teolog, filozof;
- Guy-Crescent Fagon (1638–1718), medic la curtea lui Ludovic al XIV-lea;
- Pierre Bullet (1639–1716), arhitect;
- Jean-Jacques de Mesmes (1640–1688), magistrat, erudit;
- Catherine Monvoisin (1640–1680), presupusă vrăjitoare, criminală în serie și executată din aceste motive;
- Jean Baptiste Denis (1640–1704), medic; a încercat prima transfuzie de sânge;
- Alexandre de Chaumont (1640–1710), ofițer de marină, diplomat;
- Paul du Ry (1640–1714), arhitect baroc;
- Philippe de La Hire (1640–1718), matematician, pictor, arhitect;
- Jacques Tarade (1640–1722), inginer militar;
- Claude Fleury (1640–1723), avocat, teolog.

#### 1641 - 1660
- François Michel Le Tellier de Louvois (1641–1691), ministru sub Ludovic al XIV-lea;
- Jean-Louis Bergeret (1641–1694), avocat;
- Jean-Louis de Bussy-Rabutin (1642–1717), ofițer în armata Sfântului Imperiu Roman;
- Claude Antoine Couplet (1642–1722), matematician, membru al Academiei Franceze de Științe;
- Paul Tallemant cel Tânăr (1642–1712), scriitor, teolog;
- Charles Chevillet de Champmeslé (1642–1701), actor, dramaturg;
- André-Charles Boulle (1642–1732), ebenist;
- Marc-Antoine Charpentier (1643–1704), compozitor baroc;
- Louis de Courcillon de Dangeau (1643–1723), specialist în gramatică, membru al Academiei Franceze;
- Nicolas-Joseph Foucault (1643–1721), înalt funcționar, bibliofil;
- Henri Jules, Prinț de Condé (1643–1709), Prinț de Condé;
- Jean Chardin (1643–1713), scriitor, devenit celebru pentru călătoriile sale în spațiul oriental;
- Marie Jeanne de Savoia (1644–1724), ducesă de Savoia;
- François-Timoléon de Choisy (1644–1724), scriitor, cleric;
- Jean de La Bruyère (1645–1696), scriitor moralist, celebru prin opera sa Caracterele;
- Jules Hardouin Mansart (1646–1708), arhitect baroc;
- Maria Francisca de Savoia (1646–1683), prințesă de Savoia;
- Eusèbe Renaudot (1646–1720), cleric, orientalist;
- Charles-Honoré d'Albert de Luynes (1646–1712), ofițer;
- Jacques Bazin de Bezons (1646–1733), Mareșal al Franței;
- François Poullain de La Barre (1647–1725), scriitor, filozof cartezian și feminist;
- Anne-Thérèse de Marguenat de Courcelles (1647–1733), marchiză, scriitoare;
- Louise-Marie du Palatinat (1647–1679), prințesă;
- Frances Stewart (1647–1702), ducesă, amanta regelui Carol al II-lea al Angliei;
- Jean Favier (1648–1719), coregraf;
- Henri de Massue (1648–1720), ofițer care s-a afirmat în Războiul Succesiunii Spaniole și în Războiul din 1688-1697;
- Antoine de Pas de Feuquières (1648–1711), ofițer;
- Anne Henriette de Bavaria (1648–1723), prințesă;
- Élisabeth-Sophie Chéron (1648–1711), pictoriță, poetă;
- Pierre Danet (1650–1709), filolog;
- Anne-Jules de Noailles (1650–1708), Mareșal al Franței;
- Jean-François Lalouette (1651–1728), compozitor baroc;
- Jean Beausire (1651–1743), arhitect;
- Michel Chamillart (1652–1721), om de stat, ministru sub Ludovic al XIV-lea;
- Benedicta Henrietta de Wittelsbach (1652–1730), prințesă;
- Guillaume Hulot (1652–1722), sculptor baroc;
- Jean Orry (1652–1719), economist, înalt funcționar;
- Antoine de La Fosse (1653–1708), poet;
- Jacques Boyvin (1653?–1706), compozitor, organist;
- Gilles Jullien (1653?–1703), compozitor, organist;
- François Pétis de La Croix (1653–1713), orientalist;
- Antoine Desgodets (1653–1728), arhitect;
- Jean-Baptiste-Henri de Valincour (1653–1730), scriitor;
- Louis Pécour (1653–1728), coregraf;
- Michel Baron (1653–1729), dramaturg;
- Charles-François Poerson (1653–1725), pictor;
- Étienne Loulié (1654–1702), muzician, pedagog;
- Louis de Sacy (1654–1727), avocat, scriitor;
- Louis Joseph de Bourbon, duce de Vendôme (1654–1712), comandant militar, Mareșal al Franței;
- Jean-François Regnard (1655–1709), scriitor;
- Ludwig Wilhelm, Margraf de Baden-Baden (1655–1707), comandant al armatei Sfântului Imperiu Roman;
- Philippe de Vendôme (1655–1727), duce de Vendôme, cavaler de Malta;
- Robert de Cotte (1656–1735), arhitect;
- Marin Marais (1656–1728), compozitor baroc;
- Nicolas de Largillierre (1656–1746), pictor;
- Louis-Thomas de Savoie-Carignan (1657–1702), conte de Soissons;
- Michel Richard Delalande (1657–1726), compozitor baroc;
- Jean-Baptiste Martin (1659–1735), pictor;
- Robert Challe (1659–1721), explorator; a descris în memorii călătoriile sale;
- François Catrou (1659–1737), călugăr iezuit, istoric, traducător;
- Jean Baptiste Broebes (1660–1733), gravor, arhitect;
- Agnes Le Louchier (1660–1717), metresa lui Maximilian al II-lea Emanuel, Elector de Bavaria;
- Jean Baptiste Gayot Dubuisson (1660–1730/1735?), pictor baroc;
- Gaspard Le Roux (1660–1707), compozitor, pianist;
- Pierre La Croix (1660–1729), inginer amenajări hidrotehnice;
- Victor Marie d'Estrées (1660–1737), Mareșal al Franței.

#### 1661 - 1680

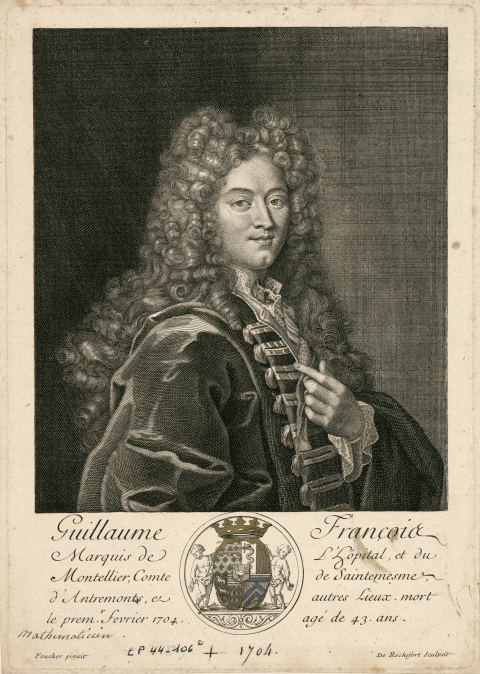
Guillaume de l'Hôpital

- Daniel Marot (1661–1752), arhitect;
- Guillaume de l'Hôpital (1661–1704), matematician; i se atribuie regula lui l'Hôpital;
- Antoine I, Prinț de Monaco (1661–1731), prinț de Monaco;
- Henry Desmarest (1661–1741), compozitor;
- Louis Armand I (1661–1685), prinț de Conti;
- Antoine Coypel (1661–1722), pictor;
- Maria Luiza de Orléans (1662–1689), prima soție a lui Carol al II-lea al Spaniei;
- Jean-Baptiste Labat (1663–1738), misionar dominican, explorator, botanist, inginer etc.;
- Guillaume Amontons (1663–1705), fizician; i se atribuie noțiunea de zero absolut;
- Eugen de Savoia (1663–1736), feldmareșal al Sfântului Imperiu Roman;
- François Louis, Prinț de Conti (1664–1709), prinț de Conti;
- François Pourfour du Petit (1664–1741), medic, naturalist;
- Élisabeth Jacquet de La Guerre (1665–1729), compozitoare și cântăreață la clavecin;
- Claude François Bidal d'Asfeld (1665–1743), Mareșal al Franței;
- Jean-Baptiste Colbert de Torcy (1665–1746), marchiz, diplomat;
- Robert Le Lorrain (1666–1743), sculptor baroc;
- Jean d'Estrées (1666–1718), cleric, om politic;
- Pierre Le Gros cel Tânăr (1666–1719), sculptor, fiu al lui Pierre Le Gros cel Bătrân;
- Jean-Féry Rebel (1666–1747), compozitor, violonist;
- Antoine Parent (1666–1726), matematician, fizician;
- Iacob Ludovic Sobieski (1667–1737), prinț polonez, fiu al lui Ioan al III-lea Sobieski;

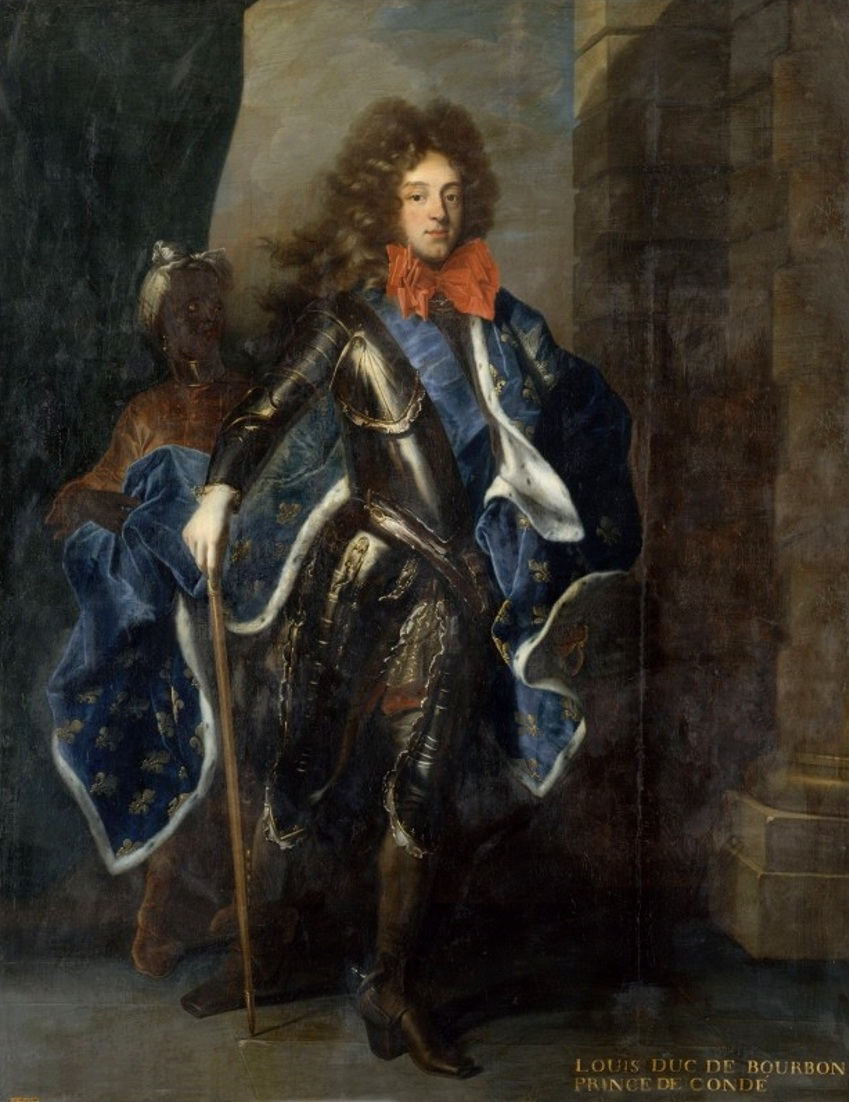
Louis, Prinț de Condé

- Louis, Prinț de Condé (1668–1710), Prinț de Condé;
- François Couperin (1668–1733), compozitor, organist, clavecinist;
- Nicolas Vleughels (1668–1737), pictor;
- Jean-Baptiste Rousseau (c. 1669–1741), poet, dramaturg;
- Zacharias Longuelune (1669–1749), arhitect;
- Bernard Burette (c. 1670–1726), compozitor;
- Jean de Bodt (1670–1745), arhitect;
- Jeanne Baptiste d'Albert de Luynes (1670–1736), metresa lui Victor Amadeus al II-lea al Sardiniei;
- Louis Galloche (1670–1761), pictor;
- Jean-Antoine du Cerceau (1670–1730), preot iezuit, scriitor;
- Claude Ballon (1671–1744), coregraf;
- François-Marie de Broglie (1671–1745), Mareșal al Franței;
- Charles-Hubert Gervais (1671–1744), compozitor;
- Antoine Houdar de La Motte (1672–1731), dramaturg, teoretician literar;
- Étienne François Geoffroy (1672–1731), fizician, chimist;
- Ludwig Joseph d’Albert de Luynes von Grimbergen (1672–1758), diplomat;
- André Cardinal Destouches (1672–1749), compozitor baroc;
- Antoine Forqueray (1672–1745), compozitor baroc;
- James Stanhope (1673–1721), om de stat englez;
- François Duval[12] (1672–1728), compozitor baroc;
- Bernard Picart (1673–1733), gravor;
- Alexis Simon Belle (1674–1734), pictor;
- Jean-Baptiste Du Halde (1674–1743), preot iezuit, geograf, sinolog;
- Guillaume Lebrun (1674–1758), iezuit, filolog;
- Armand-Gaston-Maximilien de Rohan (1674–1749), cardinal, om politic;
- Marie de Lorraine (1674–1724), soția lui Antoine I, Prinț de Monaco;
- Jacques-Martin Hotteterre (1674–1763), compozitor;
- Michel de la Barre (c. 1675–1745), compozitor;
- Jean-Baptiste de Mirabaud (1675–1760), scriitor, traducător;
- Guillaume Delisle (1675–1726), geograf, cartograf, discipol al lui Giovanni Domenico Cassini;
- Pierre Alexis Delamair (1676–1745), arhitect baroc;
- Nicolas Racot de Grandval (1676–1753), compozitor;
- Jean-Baptiste Anet (1676–1755), compozitor;
- Louis-Nicolas Clérambault (1676–1749), compozitor, organist;
- Louis Lémery (1677–1743), medic, chimist;
- Jacques Cassini (1677–1756), astronom, fiu al lui Giovanni Domenico Cassini;
- Marie Anne Doublet (1677–1771), gazdă de saloane literare;
- Augustin Lippi (1678–1705), medic, botanist;
- Dominique-Marie Varlet (1678–1742), episcop catolic;
- Adrien Maurice de Noailles (1678–1766), Mareșal al Franței;
- Pierre Rémond de Montmort (1678–1719), matematician, pionier în domeniul teoriei probabilităților;
- Jean-François de Troy (1679–1752), pictor;
- Jean-Baptiste Alexandre Le Blond (1679–1719), arhitect și decorator de grădini;
- Michel Ange Houasse (1680–1730), pictor;
- Françoise Prévost[13] (1680–1741), dansatoare;
- Claudius Amyand (1680–1740), chirurg;
- Antoine Joseph Dezallier d'Argenville[14] (1680–1765), naturalist, colecționar de artă.

#### 1681 - 1700
- Anne Danican Philidor (1681–1728), compozitor;
- Pierre Danican Philidor (1681–1731), compozitor;
- Jean-François Dandrieu (c. 1682–1738), compozitor, organist;
- Jean-Baptiste Desmarets (1682–1762), Mareșal al Franței;
- Jeanne Dumée (1680?–1706), femeie astronom, susținătoare a heliocentrismului lui Copernic;
- Pierre-Charles Roy (1683–1764), libretist;
- Antoine Pesne (1683–1757), pictor de curte;
- Marie-Anne Victoria de Savoie (1683–1763), prințesă de Savoia;
- Louis-Antoine Dornel (1685–1765), compozitor, organist;
- Roland Marais (1685–1750), compozitor;
- Charles-Jean-François Hénault (1685–1770), scriitor, istoric;
- Jean-Pierre Niceron (1685–1738), traducător, lexicograf;
- Jean-Marc Nattier (1685–1766), pictor;
- Claude-Joseph Geoffroy (1685–1752), botanist, chimist, micolog;
- Jacques de Lajoue (1686?–1761), pictor, decorator;
- Jérôme Besoigne (1686–1763), teolog jansenit;
- Jean-Baptiste Oudry (1686–1777), pictor rococo;
- Charles Claude Dubut (1687–1742), sculptor;
- Jean Henri Desmercières (1687–1778), bancher danez;
- François Lemoyne (1688–1737), pictor rococo;
- Claude François Alexandre Houtteville (1686–1742), cleric;
- Pierre de L’Estache (1688–1774), sculptor;
- François Dumont[15] (1688–1726), sculptor;
- Charles Hector de Saint George Marquis de Marsay (1688–1753), ofițer, traducător, scriitor, ceasornicar;
- Pierre de Marivaux (1688–1763), scriitor iluminist;
- Nicolas Fréret (1688–1749), istoric, lingvist;
- Joseph-Nicolas Delisle (1688–1768), astronom, membru al Academiei Regale Suedeze de Științe;
- Pierre-Joseph Alary (1689–1770), cleric, scriitor;
- Jacques Aubert[16] (1689–1753), compozitor;
- Jean-Baptiste Quentin (1690?–1742), compozitor baroc;
- Hubert de Brienne de Conflans (1690–1777), Mareșal al Franței;
- Nicolas Lancret (1690–1743), pictor;
- Louis Petit de Bachaumont (1690–1771), scriitor;
- Nicolas de Saulx-Tavannes (1690–1759), episcop, cardinal;
- Noël Nicolas Coypel (1690–1734), pictor;
- Charles d'Orléans de Rothelin (1691–1744), cleric, cărturar, membru al Academiei Franceze;
- Louis Francœur (1692–1745), compozitor, violonist;
- Pierre-Claude Nivelle de La Chaussée (1692–1754), dramaturg;
- Anne Claude de Caylus (1692–1765), anticar, colecționar;
- Louis Racine (1692–1763), poet, fiu al marelui dramaturg Jean Racine;
- Louis Dominique Cartouche (1693–1721), celebru răufăcător;
- Pierre-Jean Mariette (1694–1774), gravor, istoric de artă, colecționar;
- Louis-Claude Daquin (1694–1772), compozitor, organist, clavecinist;
- Charles Antoine Coypel (1694–1752), pictor, dramaturg;
- René Louis de Voyer de Paulmy d'Argenson (1694–1757), om de stat, scriitor;
- Voltaire (1694–1778), scriitor, filozof, reprezentant de seamă al Iluminismului francez;
- Gabrielle-Suzanne de Villeneuve (1695?–1755), scriitoare;
- François-Étienne Blanchet (1695–1761), fabricant de clavecine;
- André Chéron[17] (1695–1766), compozitor;
- Louis Armand al II-lea, Prinț de Conti (1695–1727), prinț de Bourbon;
- Jean-Joseph Vinache (1696–1754), sculptor;
- Louis-François-Armand de Vignerot du Plessis de Richelieu (1696–1788), Mareșal al Franței;
- Marc Pierre de Voyer de Paulmy d'Argenson (1696–1764), ministru sub Ludovic al XV-lea;
- Louis Tocqué (1696–1772), pictor;
- Étienne-René Potier de Gesvres (1697–1774), cardinal;
- Louis-Constantin de Rohan (1697–1779), cardinal;
- Sauveur François Morand (1697–1773), chirurg, enciclopedist;
- Jean-Baptiste Bourguignon d'Anville (1697–1782), geograf, cartograf;
- Antoine Grimaldi[18] (1697–1784), nobil, fiu al lui Antoine I, Prinț de Monaco;
- Jeanne-Agnès Berthelot de Pléneuf (1698–1727), metresă a lui Louis Henri de Bourbon;
- Louis Charles de Saint-Albin (1698–1764), episcop;
- Jean-Michel Papillon (1698–1776), gravor în lemn, enciclopedist;
- Charles du Fay (1698–1739), chimist cunoscut pentru contribuțiile în domeniu electricității;
- François Francœur (1698–1787), compozitor, violonist;
- Claude-Louis de La Châtre (1698–1740), episcop;
- Ange-Jacques Gabriel (1698–1782), arhitect, decorator;
- Étienne LeNoir[19] (1699–1776), ceasornicar;
- Étienne Jeaurat (1699–1789), pictor, desenator;
- Hubert-François Gravelot (1699–1773), pictor, desenator, ilustrator, gravor;
- Jean-Baptiste-Antoine Forqueray (1699–1782), compozitor;
- Pierre Rémond de Sainte-Albine (1699–1778), istoric, scriitor;
- Marie Thérèse Rodet Geoffrin (1699–1777), gazdă a unor saloane literare;
- Philipp Ludwig von Sinzendorf (1699–1747), episcop, cardinal;
- Jean Siméon Chardin (1699–1779), pictor;
- Francesco Bartolomeo Rastrelli (1700–1771), arhitect italian stabilit în Rusia;
- Charlotte Aglaé de Orléans (1700–1761), ducesă, fiica lui Filip al II-lea, Duce de Orléans.

### Secolul al XVIII-lea

#### 1701 - 1720
- Guillaume Taraval (1701–1750), pictor suedez;
- Charles Marie de La Condamine (1701–1774), explorator, geograf, matematician;
- Armand Bazin de Bezons[20] (1701–1778), episcop;
- Françoise Basseporte (1701–1780), pictor;
- François Rebel (1701–1775), compozitor;
- Jean-Baptiste de Machault d'Arnouville (1701–1794), om politic, ministru sub Ludovic al XV-lea;
- Jacques-Nicolas Bellin (1703–1772), cartograf, hidrograf;
- André Levret (1703–1780), medic ginecolog;
- Nicolas-René Berryer (1703–1762), judecător, om politic;
- François Boucher (1703–1770), pictor rococo;
- Guillaume Le Blond (1704–1781), matematician, enciclopedist;
- Louis Godin (1704–1760), astronom;
- Louis de Jaucourt (1704–1779), medic, enciclopedist;
- Catherine-Jeanne Dupré (1705–1767), actriță;
- Louis-Gabriel Guillemain (1705–1770), compozitor, violonist;
- Bernard-Joseph Saurin (1706–1781), poet, autor dramatic;
- Louise-Marie Madeleine Dupin (1706–1799), gazdă de saloane literare;
- Émilie du Châtelet (1706–1749), matematiciană și fiziciană;
- Jacques-Philippe Le Bas (1707–1783), gravor rococo;
- Claude-Prosper Jolyot de Crébillon (1707–1777), scriitor, autor de piese muzicale;
- Madeleine Angélique Neufville de Villeroy (1707–1787), gazdă de saloane literare;
- André Le Breton (1708–1779), editor;
- Jean-Laurent Legeay (1708–1790), arhitect;
- Jacques Marquet (1710–1782), arhitect;
- Louis Marie Bretagne de Rohan-Chabot (1710–1791), nobil, ofițer;
- Charles-Simon Favart (1710–1792), dramaturg;
- Christophe-Gabriel Allegrain (1710 - 1795), sculptor;
- Noël Hallé (1711–1781), pictor rococo, scriitor;
- Alexandre Guy Pingré (1711–1796), preot, astronom, geograf;
- Charles-Étienne Pesselier (1712–1763), scriitor, enciclopedist;
- Etienne Forestier (1712–1768), sculptor în bronz;
- César Gabriel de Choiseul-Praslin (1712–1785), ofițer, om de stat;
- Pierre-Simon Fournier (1712–1768), tipograf;
- Guillaume Voiriot (1713–1799), pictor;
- Marie Dumesnil (1713–1803), actriță;
- Diane-Adélaïde de Mailly-Nesle (1713–1760), metresă a lui Ludovic al XV-lea;
- Alexis-Claude Clairaut (1713–1765), matematician, astronom, geofizician;
- Jean-Baptiste Pigalle (1714–1785), sculptor;
- Marie-Anne Botot Dangeville (1714–1796), actriță;
- Philippe de La Guêpière (1715–1773), arhitect;
- Claude Adrien Helvétius (1715–1771), filozof, reprezentant de seamă al materialismului și senzualismului;
- Charles Hutin (1715–1776), pictor, sculptor;
- Pierre Charles Le Monnier (1715–1799), astronom;
- François-Vincent Toussaint (1715–1772), avocat, scriitor, enciclopedist;
- Philippe de Noailles (1715–1794), Mareșal al Franței;
- Guillaume Coustou (fiul) (1716–1777), sculptor, fiu al sculptorului Guillaume Coustou, tatăl;
- Louise Diane de Orléans (1716–1736), prințesă de Conti;
- Étienne Maurice Falconet (1716–1791), sculptor;
- Louis-Jules Mancini-Mazarini (1716–1798), om politic, dramaturg;
- Pierre Le Roy[21] (1717–1785), ceasornicar, inventator;
- Louis Guillaume Le Monnier (1717–1799), botanist, fratele lui Pierre Charles Le Monnier;
- Louis François, Prinț Conti (1717–1776), prinț de Conti;
- Louis Carrogis Carmontelle (1717–1806), pictor, arhitect;
- Marie Anne de Mailly (1717–1744), metresă a lui Ludovic al XV-lea;
- Jean le Rond D'Alembert (1717–1783), matematician, fizician, filozof, enciclopedist;
- Armand de Rohan-Soubise (1717–1756), cleric;
- Charles Maucourt (1718–1768), pictor;
- Jean-Baptiste Pâris de Meyzieu (1718–1778), bibliofil, enciclopedist;
- Claude-Henri Watelet (1718–1786), pictor, scriitor, critic de artă;
- François-Thomas-Marie de Baculard d'Arnaud (1718–1805), scriitor;
- Pierre Joseph Macquer (1718–1784), medic, chimist;
- Louis Alexandre de Cessari (1719–1806), inginer;
- Mathieu-Antoine Bouchaud (1719–1804), economist, colaborator la "Encyclopédie";
- Michel-Jean Sedaine (1719–1797), dramaturg;
- Marie Catherine Biheron (1719–1795), anatomistă;
- François-Joseph Bérardier de Bataut (1720–1794), scriitor, traducător;
- Madeleine de Puisieux (1720–1798), scriitoare;
- André-Noël Pagin (1720–1785), compozitor;
- Jean-Baptiste Le Roy (1720–1800), fizician.

#### 1721 - 1740
- Madame de Pompadour (1721–1764), metresă a lui Ludovic al XV-lea;
- Louis Anseaume (1721–1784), libretist;
- Chrétien Guillaume de Lamoignon de Malesherbes (1721–1794), om de stat, magistrat, botanist;
- Philippe-Auguste de Sainte-Foy (1721–1795), ofițer, scriitor;
- Pierre-Louis Dubus (Préville) (1721–1799), actor;
- Étienne Maynon d'Invault (1721–1801), ministru sub Ludovic al XV-lea;
- Charles-Louis Clérisseau (1721–1820), arhitect neoclasic, pictor;
- Nicolas Antoine Boulanger (1722–1759), inginer, colaborator la "Encyclopédie";
- Antoine Le Camus (1722–1772), medic;
- Louis-Jacques Goussier (1722–1799), inginer, colaborator la "Encyclopédie";
- Didier Robert de Vaugondy (1723–1786), geograf;
- Charles-Georges Le Roy (1723–1789), naturalist, colaborator la "Encyclopedie";
- Louis-Pierre Anquetil (1723–1808), istoric;
- Gabriel de Saint-Aubin (1724–1780), pictor, gravor;
- Jean-Jacques Bachelier (1724–1806), pictor;
- Louis Jean François Lagrenée (1725–1805), pictor;
- Louise Henriette de Bourbon (1726–1759), prințesă, soția lui Louis Philippe, Duce de Orléans;
- Charles Le Roy (1726–1779), medic, colaborator la "Encyclopédie";
- Jean François Clément Morand (1726–1784), medic, chimist, mineralog;
- Jules-Hercule-Mériadec de Rohan-Guéméné (1726–1788), aristocrat;
- François-Thomas Germain (1726–1791), bijutier;
- Antoine-Louis Séguier (1726–1792), jurist, om politic;
- François-André Danican Philidor (1726–1795), compozitor, șahist;
- François-Henri d’Harcourt (1726–1802), duce, general;
- François Denis Tronchet (1726–1806), jurist;
- Gabriel-François Doyen (1726–1806), pictor;
- Joseph Palamede de Forbin-Janson (1726–1809), general;
- François-Hubert Drouais (1727–1775), pictor;
- Anne Robert Jacques Turgot (1727–1781), economist, predecesor al lui Adam Smith ca teoretician al liberalismului;
- Armand-Louis Couperin (1727–1789), compozitor, organist;
- Étienne Charles de Loménie de Brienne (1727–1794), cleric, ministru sub Ludovic al XVI-lea;
- Charles-François de Saint-Simon Sandricourt (1727–1794), episcop;
- Charles Eugène Gabriel de La Croix de Castries (1727–1801), Mareșal al Franței;
- Jean Georges Noverre (1727–1810), dansator, coregraf;
- Henri-Louis Caïn (LeKain) (1728/29–1778), actor;
- Antoine-François Brisson (1728–1796), avocat;
- Étienne-Louis Boullée (1728–1799), arhitect neoclasic;
- Ponce-Denis Écouchard-Lebrun (1729–1807), poet;
- Louis Antoine de Bougainville (1729–1811), navigator, explorator, scriitor;
- Claude François Geoffroy (1729–1753), chimist; descoperitor al bismutului;
- Charles de Wailly (1730–1798), arhitect, urbanist;
- Jacques de Flesselles (1730–1789), om de stat;
- François Ambroise Didot (1730–1804), tipograf;
- Augustin Pajou (1730–1809), sculptor neoclasic;
- Edme Mentelle (1730–1815), geograf, cartograf;
- Jean-Auguste Jullien (Desboulmiers) (1731–1771), scriitor, libretist;
- Théodore-Jean Tarade (1731–1788), compozitor, violonist;
- Jean-Louis Laruette (1731–1792), compozitor, cântăreț;
- Louis Claude Cadet de Gassicourt (1731–1799), chimist; a sintetizat primul compus compus organo-metalic;
- Victor Louis (1731–1800), arhitect;
- Abraham Hyacinthe Anquetil-Duperron (1731–1805), indianist, traducător;
- Jean-Louis Aubert (Dichter)|Jean-Louis Aubert (1731–1814), scriitor, critic literar;
- Auguste Denis Fougeroux de Bondaroy (1732–1789), botanist;
- François-Henri Clicquot (1732–1790), constructor de orgi;
- Pierre Augustin Caron de Beaumarchais (1732–1799), ceasornicar, inventator, muzician, politician, editor, dramaturg, revoluționar
- Nicolas-René Jollain (1732–1804), pictor;
- Jean-Charles-Pierre Lenoir (1732–1807), înalt funcționar;
- Raphaël Bienvenu Sabatier (1732–1811), chirurg;
- Chevalier d’Herbain (c. 1733–1769), compozitor;
- Antoine-Marin Lemierre ([[1733–1793), dramaturg, poet;
- Guy-Jean-Baptiste Target (1733–1807), avocat, om politic;
- Hubert Robert (1733–1808), pictor;
- Claude-Joseph Dorat (1734–1780), scriitor;
- François-Jean de Chastellux (1734–1788), ofițer, scriitor;
- François Racine de Monville (1734–1797), arhitect, participant la Revoluția franceză;
- Louis René Édouard de Rohan (1734–1803), episcop, cardinal;
- Louis François Joseph de Bourbon (1734–1814), prinț de Conti;
- Claude-Carloman de Rulhière (1735–1791), poet, istoric;
- Alexandre-Théophile Vandermonde (1735–1796), matematician, chimist, muzician;
- René Louis de Girardin (1735–1808), marchiz, decorator de grădini;
- Pierre Lahoussaye (1735–1818), compozitor, violonist;
- Jean Sylvain Bailly (1736–1793), astronom, primul primar al Parisului, membru al Academiei Franceze;
- Pierre-Charles Levesque (1736–1812), istoric, traducător;
- Louis Joseph, Prinț de Condé ([[1736–1818), Prinț de Condé;
- Alexandre Angélique de Talleyrand-Périgord (1736–1821), episcop, om de stat;
- Marie-Geneviève Navarre (1737–1795), pictoriță;
- François Giroust (1737–1799), compozitor;
- Fanny de Beauharnais (1737–1813), scriitoare, gazdă de saloane literare;
- Henri de Franquetot, duc de Coigny (1737–1821), Mareșal al Franței;
- Charlotte-Jeanne Béraud de la Haye de Riou, Marquise de Montesson (1738–1806), aristocrată, scriitoare;
- Jacques-André Naigeon (1738–1810), scriitor, filozof;
- César-Guillaume de La Luzerne (1738–1821), episcop;
- Jean-François de La Harpe (1739–1803), poet, dramaturg, critic literar;
- Charles Henri Sanson (1739–1806), călău;
- Jean-François Chalgrin (1739–1811), arhitect;
- Alexandre-Théodore Brongniart (1739–1813), arhitect;
- Pierre Samuel du Pont de Nemours (1739–1817), economist, om politic;
- Nicolas Durand[22] (1739–1830), arhitect;
- Bernard-René Jordan de Launay (1740–1789), ultimul guvernator al Bastiliei;
- Sophie Arnould (1740–1802), actriță, cântăreață;
- Armand Gaston Camus (1740–1804), om politic;
- Marchizul de Sade (1740–1814), aristocrat, celebru pentru viața sa libertină;
- Louis-Sébastien Mercier (1740–1814), scriitor, critic literar.
- Claude-Sixte Sautreau de Marsy (1740–1815), publicist, scriitor;
- Balthazar Georges Sage (1740–1824), chimist, mineralog.

#### 1741 - 1750
- Marie-Madeleine Jodin (1741–1790), actriță, filozof, feministă;
- Antoine-François Callet (1741–1823), pictor;
- Jean-Michel Moreau (1741–1814), desenator, gravor;
- Jean-Pierre Duport (1741–1818), compozitor, violoncelist;
- Simon Leduc (1742–1777), compozitor, violonist;
- François Chopart (1743–1795), chirurg;
- Lucie-Madeleine d’Estaing (1743–1826), metresă a lui Ludovic al XV-lea;
- Louis-Alexandre de La Rochefoucauld (1743–1792), aristocrat, om politic;
- Antoine Lavoisier (1743–1794), chimist, filozof; contribuții deosebite în chimie;
- Antoine Cadet de Vaux (1743–1828), chimist, farmacist;
- Louis-Grégoire Le Hoc (1743–1810), diplomat;
- Jean-Laurent Mosnier (1743–1808), pictor;
- Jean-Louis Voille (c. 1744–c. 1802/03), pictor;
- Gabriel Brizard (1744–1793), avocat, jurist, scriitor;
- François-Joseph Bélanger (1744–1818), arhitect, decorator de grădini;
- Anne Louise de Jouy Brillon (1744–1824), compozitoare, pianistă;
- Anne Vallayer-Coster (1744–1818), pictoriță;
- Jean-Baptiste Huet (1745–1811), pictor, desenator;
- Germain-Hyacinthe de Romance (1745–1831), ofițer, scriitor;
- Jean-Baptiste-Michel Bucquet (1746–1780), medic, chimist;
- Charles Louis L’Héritier de Brutelle (1746–1800), jurist, botanist;
- François-André Vincent (1746–1816), pictor neoclasic;
- Jean-Nicolas Pache (1746–1823), om politic, participant la Revoluția franceză;
- Alexis Le Veneur de Tillières (1746–1833), general, om politic;
- Armand-Louis de Gontaut, duc de Biron (1747–1793), general;
- Louis-Alexandre de Bourbon, prinț de Lamballe[23] (1747–1768), aristocrat;
- François-Georges, mareșal de Bièvre (1747–1789), scriitor;
- Aimar-Charles-Marie de Nicolaï (1747–1794), magistrat;
- Jean Duplessis-Bertaux (1747–1820?), desenator, gravor;
- Jean-François de Pérusse des Cars (1747–1822), general;
- André Thouin (1747–1824), botanist;
- Philippe-Jean Pelletan (1747–1829), chirurg;
- Louis Joseph Charles Amable d’Albert de Luynes (1748–1807), ofițer, om politic;
- Louis Masreliez (c. 1748–1810), pictor, decorator suedez;
- Jean-Étienne Despréaux (1748–1820), compozitor, dramaturg;
- Marie-Anne Collot (1748–1821), femeie sculptor;
- Pierre-Alexandre Wille (1748–nach 1821), pictor;
- Antoine Alexandre Hanicque (1748–1821), general;
- Jacques-Louis David (1748–1825), pictor neoclasic;
- François Xavier Tourte (1747/48–1835), constructor de arcușuri;
- Jean Dominique, conte de Cassini (1748–1845), astronom, cartograf, fiu al lui César-François Cassini de Thury;
- Yolande de Polastron (1749–1793), aristocrată, favorită a Mariei Antoaneta;
- Jean-Marie Collot d’Herbois (1749–1796), revoluționar, actor;
- Adélaïde Labille-Guiard (1749–1803), pictoriță;
- Charles-Nicolas Favart (1749–1806), dramaturg, comedian;
- Louis-Auguste Jouvenel des Ursins d’Harville (1749–1815), general;
- Jean-Louis Duport (1749–1819), violoncelist
- Françoise Eléonore Dejean de Manville, contesă de Sabran (1749–1827), aristocrată, soție a politicianului Stanislas de Boufflers;
- Anne-Antoine-Jules de Clermont-Tonnerre (1749–1830), cardinal;
- Sylvain Maréchal (1750–1803), poet, filozof;
- Benoît-Joseph Marsollier des Vivetières (1750–1817), scriitor.

#### 1751 - 1760
- Joseph Meunier d’Haudimont (1751–?), compozitor;
- Éléonor François Élie de Moustier (1751–1817), diplomat;
- Gérard de Lally-Tollendal (1751–1830), om politic;
- Antoine Joseph Santerre (1752–1809), general, cunoscut și ca fabricant de bere la nivel industrial;
- Marie-Gabriel-Florent-Auguste de Choiseul-Gouffier (1752–1817), diplomat, istoric;
- Jeanne Louise-Henriette Campan (1752–1822), damă de companie;
- François Isaac de Rivaz (1752–1828), om politic, inventator elvețian;
- Adrien-Marie Legendre (1752–1833), matematician cu contribuții numeroase în diverse domenii ale acestei științe;
- Henri Salembier (c. 1753–1820), pictor, desenator;
- Louise Marie Adélaïde de Bourbon (1753–1821), prințesă, soția lui Philippe Égalité;
- Jean-Baptiste Bréval (1753–1823), compozitor, violoncelist;
- Louis-Philippe de Ségur (1753–1830), general, diplomat;
- Cay Friedrich von Reventlow (1753–1834), diplomat danez;
- André Boniface Louis Riquetti de Mirabeau (1754–1792), marchiz, ofițer;
- Madame Roland (1754–1793), figură importantă a Revoluției franceze;
- Louis-Charles de Flers (1754–1794), general;
- Louis-Marie Stanislas Fréron (1754–1802), om politic;
- Marie-Victoire Lemoine (1754–1820), pictoriță;
- Jean Noël Hallé (1754–1822), medic, promotor al vaccinării și al igienei;
- Pierre Charles L'Enfant (1754–1825), inginer, arhitect;
- Jean-Baptiste Regnault (1754–1829), pictor neoclasic;
- Gabriel Thouin (1754–1829), decorator de grădini;
- Antoine Louis Claude Destutt de Tracy (1754–1836), filozof, om politic;
- Charles-Maurice de Talleyrand-Périgord (1754–1838), politician, diplomat;
- Antoine François de Fourcroy (1755–1809), medic, chimist, om politic;
- Donatien-Marie-Joseph de Vimeur, vicomte de Rochambeau (1755–1813), general;
- Jean-Henri Hassenfratz (1755–1827), mineralog, chimist.
- Charles de Pougens (1755–1833), scriitor, lexicograf;
- Élisabeth Vigée Le Brun (1755–1842), pictoriță;
- Antoine Chrysostome Quatremère de Quincy (1755–1849), arheolog, filozof, istoric de artă, critic de artă, om politic;
- Auguste Marie Henri Picot de Dampierre (1756–1793), general;
- Claude-Victor de Broglie (1756–1794), general, om politic;
- Louis-Marie de Noailles (1756–1804), general, om politic;
- Joseph Alexandre de Ségur (1756–1805), scriitor;
- Françoise Marie Antoinette Saucerotte (1756–1815), actriță;
- Louis Henri, Prinț de Condé (1756–1830), Prinț de Condé;
- François Louis René Mouchard de Chaban (1757–1814), înalt funcționar;
- Charles Pierre François Augereau (1757–1816), nobil, comandant militar.
- Charles-Malo de Lameth (1757–1832), general;
- Mayeur de Saint-Paul (1758–1818), actor, regizor;
- Alexandre Balthazar Laurent Grimod de La Reynière (1758–1837), jurist, scriitor în domeniul gastronomiei;
- Antoine-Isaac Silvestre de Sacy (1758–1838), filolog;
- Marie-Jean Hérault de Séchelles (1759–1794), om politic;
- Adrien Duport (1759–1798), om politic;
- Jean Antoine Rossignol (1759–1802), general;
- Louise d’Aumont Mazarin (1759–1826), prințesă de Monaco;
- Louis Augustin Guillaume Bosc (1759–1828), naturalist;
- François-Auguste Parseval-Grandmaison (1759–1834), poet;
- Frédéric-Séraphin de La Tour du Pin Gouvernet (1759–1837), ofițer, diplomat;
- Louis-André-Gabriel Bouchet (1759–1842), pictor neoclasic;
- Chrétien-Louis-Joseph de Guignes (1759–1845), diplomat, sinolog;
- Louis-Michel Le Peletier de Saint-Fargeau (1760–1793), om politic;
- Jean-Baptiste Louvet de Couvray (1760–1797), om politic;
- Henri de Saint-Simon (1760–1825), filozof, teoretician și precursor socialismului utopic;
- Jean-Denis Barbié du Bocage (1760–1825), geograf, cartograf;
- Alexandre de Lameth (1760–1829), general, om politic al Revoluției franceze.
- Jean-Nicolas-Louis Durand (1760–1834), arhitect;
- Amalie Zephyrine von Salm-Kyrburg (1760–1841), aristocrată aparținând casei Hohenzollern-Sigmaringen;
- Auguste Vestris (1760–1842), coregraf;

#### 1761 - 1770
- Antoine Hugot (1761–1803), compozitor;
- Louis-Nicolas Robert (1761–1828), inventator;
- Alexandre Lenoir (1761–1839), arheolog;
- Jean-Baptiste Lepère (1761–1844), arhitect;
- Ludwig von Starhemberg (1762–1833), diplomat austriac;
- Jean-François Leval (1762–1834), general;
- Germain-Jean Drouais (1763–1788), pictor;
- Marie Louise St. Simon-Montléart (1763–1804), aristocrată;
- Marie-Geneviève Bouliar (1763–1825), pictoriță;
- François-Joseph Talma (1763–1826), actor;
- Alexandre Andrault de Langeron (1763–1831), general în armata rusă;
- Charles Meynier (1763–1832), pictor neoclasic;
- Jacques-Marie Le Père (1763–1841), inginer;
- Georges Michel (1763–1843), pictor;
- Ludwig Ferdinand Huber (1764–1804), scriitor german;
- Gabriel-Marie Legouvé (1764–1812), scriitor;
- Louis Baraguey d’Hilliers (1764–1813), general;
- Pierre Guillaume Gratien (1764–1814), general;
- François-Étienne Damas (1764–1828), general;
- Pierre-Marc-Gaston de Lévis (1764–1830), om politic; scriitor;
- Jean-François Coulon (1764–1836), coregraf;
- Firmin Didot (1764–1836), tipograf;
- Jean-François Varlet (1764–1837), om politic;
- Charles Thévenin (1764–1838), pictor;
- Charles Percier (1764–1838), arhitect neoclasic;
- John Dubois (1764–1842), episcop de New York;
- Pierre-Claude Boiste (1765–1824), lexicograf;
- James Smithson (1765–1829), mineralog, chimist englez;
- Charles-Pierre Girault-Duvivier (1765–1832), specialist în gramatică și în romanistică.
- Sylvestre François Lacroix (1765–1843), matematician;
- François Joseph Kirgener (1766–1813), general;
- Madame de Staël (1766–1817), scriitoare elvețiană;
- Henriette-Félicité Tassaert (1766–1818), pictoriță germană;
- Armand-Emmanuel du Plessis de Richelieu[24] (1766–1822), diplomat, om politic franco-rus;
- Mathieu de Montmorency-Laval (1766–1826), general, om politic;
- Jacques-Augustin-Catherine Pajou (1766–1828), pictor;
- Antoine-Vincent Arnault ([1766]]–1834), dramaturg;
- Louis-François Bertin (1766–1841), jurnalist, scriitor politic.
- Emmanuel de Grouchy (1766–1847), mareșal;
- François-Nicolas Vincent (1767–1794), om politic, participant la Revoluția franceză;
- Jean Lambert Tallien (1767–1820), jurnalist, revoluționar;
- Armand-Jean-François Seguin (1767–1835), medic, chimist;
- Felix Lepeletier (1767–1837), om politic, revoluționar;
- Joseph Fiévée (1767–1839), jurnalist, scriitor, agent secret;
- Jean-Victor Bertin (1767–1842), pictor;
- Henri Montan Berton (1767–1844), compozitor;
- César Rainville (1767–1845), ofițer;
- Alexandre François Louis de Girardin (1767–1848), ofițer, om politic;
- Étienne-Denis Pasquier (1767–1862), om de stat;
- Marie-Guillemine Benoist (1768–1826), pictor neoclasic;
- Marie-Jeanne de Lalande (1768–1832), femeie astronom și matematician;
- Éléonore Duplay (1768–1832), logodnica lui Robespierre;
- Jean-Baptiste Debret (1768–1848), pictor;
- André-Jacques Garnerin (1769–1823), aeronaut, primul parașutist din lume;
- Louis-Benoît Picard (1769–1828), dramaturg;
- Antoine Marie Chamans, comte de Lavalette (1769–1830), ofițer, înalt funcționar;
- Lucile Desmoulins (1770–1794), revoluționară, soția lui Camille Desmoulins;
- François-Honoré-Georges Jacob-Desmalter (1770–1841), antreprenor;
- Amédée Louis Michel Le Peletier (1770–1845), entomolog;
- Étienne Pivert de Senancour (1770–1846), scriitor.
- Alexandre Brongniart (1770–1847), chimist, mineralog, zoolog.

#### 1771 - 1780
- Louis-François Binot (1771–1807), general;
- Eleuthère Irénée du Pont (1771–1834), chimist;
- Antoine-Jean Gros (1771–1835), pictor clasic;
- Népomucène Lemercier (1771–1840), poet;
- Pierre Baillot (1771–1842), compozitor, violonist;
- Armand de Polignac (1771–1847), ofițer, om politic;
- Jean Auguste Durosnel (1771–1849), general, om politic;
- Charles Athanase Walckenaer (1771–1852), naturalist, om de stat;
- Jean-Parfait Friederichs (1773–1813), general;
- Paul-Louis Courier (1772–1825), prozator;
- Louis-Simon Auger (1772–1829), jurnalist, dramaturg, critic literar;
- Césarine Henriette Davin-Mirvault (1773–1844), pictoriță de miniaturi;
- Louis-Benjamin Francœur (1773–1849), matematician;
- Louis Claude Noisette (1772–1849), botanist;
- Alexandre Méchin (1772–1849), om politic;
- Ludovic-Filip (1773–1850), rege al Franței;
- Henri-Jean Rigel (1772–1852), compozitor, pianist, dirijor;
- Auxonne-Marie-Théodose de Thiard (1772–1852), general, om politic;
- Marie-Victoire Jaquotot (1772–1855), pictoriță;
- Sophie von Bawr (1773–1860), scriitoare, compozitoare;
- Cécile Renault (1774–1794), acuzată de uciderea lui Robespierre;
- Marie-Denise Villers (1774–1821), pictoriță;
- Louis-Sébastien Grundler (1774–1833), general,
- Pierre Narcisse Guérin (1774–1833), pictor și litograf;
- Antoine-Marie Héron de Villefosse (1774–1852), inginer, geograf;
- Pierre David de Colbert-Chabanais (1774–1853), general;
- Jean-François Boissonade (1774–1857), filolog, elenist;
- Jean-Baptiste Biot (1774–1862), fizician, matematician; i se atribuie Legea lui Biot;
- Antoine Philippe, Duce de Montpensier (1775–1807), frate al regelui Ludovic-Filip;
- Étienne-Louis Malus (1775–1812), inginer, fizician, matematician;
- Jean-Jacques Desvaux de Saint-Maurice (1775–1815), general;
- Sophie Gail (1775–1819), cântăreață, compozitoare;
- Pauline Auzou (1775–1835), pictoriță, discipol al lui Jacques-Louis David;
- Antoine Alexandre Julienne (1775–1838), general;
- Jean-Guillaume Audinet-Serville (1775–1858), entomolog;
- Anne Charles Lebrun (1775–1859), general;
- François-Marie Daudin (1776–1803), zoolog;
- Sophie Germain (1776–1831), femeie-matematician cu contribuții deosebite în teoria numerelor și în alte domenii;
- Antoine-Charles-Bernard Delaitre (1776–1838), general;
- Auguste Henri Victor Grandjean de Montigny (1776–1850), arhitect; a activat în Brazilia;
- Sophie Gay (1776–1852), scriitoare;
- Charles-François Brisseau de Mirbel (1776–1854), botanist;
- Alexandre Louis Robert de Girardin (1776–1855), general;
- Auguste François-Marie de Colbert-Chabanais (1777–1809), general;
- Jean Pierre Joseph d’Arcet (1777–1844), chimist;
- Prințesa Adélaïde de Orléans (1777–1847), fiică a lui "Philippe Égalité";
- Frédéric de Clarac (1777–1847), arheolog;
- Michel Théodore Leclercq (1777–1851), dramaturg;
- Charles Cagniard de Latour (1777–1859), inginer, fizician;
- Louis Poinsot (1777–1859), matematician;
- Louis Hersent (1777–1860), pictor, gravor;
- Agathon Fain (1778–1837), baron și secretar al lui Napoleon;
- Hyacinthe-Louis de Quélen (1778–1839), arhiepiscop;
- Honoré al V-lea, Prinț de Monaco (1778–1841), prinț de Monaco;
- Louis-Charles, Conte de Beaujolais (1779–1808), fratele mai mic al regelui Ludovic-Filip;
- Anne-Françoise-Hippolyte Boutet (Mademoiselle Mars) (1779–1847), actriță de comedie;
- Louis Alexandre Piccinni (1779–1850), compozitor;
- Jean Coralli (1779–1854), coregraf;
- Auguste Gaspard Louis Desnoyers (1779–1857), gravor;
- Aimé Marie Gaspard de Clermont-Tonnerre (1779–1865), general, ministru;
- Claire Élisabeth de Vergennes (1780–1821), scriitoare, gazdă de saloane literare;
- Charles Louis Fleury Panckoucke (1780–1844), scriitor, editor;
- Charles Derosne (1780–1846), chimist, industriaș;
- Pierre-Jacques-René Denne-Baron (1780–1854), scriitor;
- Pierre-Jean de Béranger (1780–1857), poet, șansonetist;
- Camille Alphonse Trézel (1780–1860), general, ministru;
- Louis Étienne Watelet (1780–1866), pictor;
- Jacques Charles Brunet (1780–1867), bibliograf;
- Philippe-Paul de Ségur (1780–1873), general, fiu al lui Louis-Philippe de Ségur.

#### 1781 - 1790
- Albert Androt (1781–1804), compozitor;
- Eugène de Beauharnais (1781–1824), fiu adoptiv al lui Napoleon;
- Gustave Dugazon (1781–1829), compozitor;
- Alexandre Henri Gabriel de Cassini (1781–1832), magistrat, botanist;
- François-Joseph Naderman (1781–1835), compozitor, interpret la harpă;
- Charles Philippe Lafont (1781–1839), compozitor, violonist;
- Charles Marie Bouton (1781–1853), pictor;
- Louis-Mathieu Molé (1781–1855), om politic;
- Étienne-Jean Delécluze (1781–1863), pictor, critic de artă;
- Louis François Dauprat (1781–1868), compozitor, cântăreț la corn;
- Louis-Barthélémy Pradher (1782–1843), compozitor, pianist;
- Pierre Pelletan (1782–1845), medic;
- Étienne Marc Quatremère (1782–1857), orientalist;
- Louis-René Villermé (1782–1863), medic, epidemiolog;
- Louis-Hippolyte Lebas (1782–1867), arhitect;
- Hortense de Beauharnais (1783–1837), regină a Olandei;
- Charles-Tristan de Montholon (1783–1853), general;
- Ambroise Louis Garneray (1783–1857), pictor, gravor;
- Pierre Claude François Delorme (1783–1859), pictor neoclasic;
- Alexandre-François Caminade (1783–1862), pictor;
- Marie-Antoine Carême (1784–1833), bucătar;
- Anselme Gaëtan Desmarest (1784–1838), zoolog;
- Hortense Haudebourt-Lescot (1784–1845), pictoriță;
- Frédéric Dupetit-Méré (1785–1827), dramaturg;
- Charles-Auguste-Marie-Joseph de Forbin-Janson (1785–1844), aristocrat;
- Pierre-Joseph-Guillaume Zimmerman (1785–1853), compozitor, pianist;
- Florestan I, Prinț de Monaco (1785–1856), prinț de Monaco;
- Alexandre-Pierre-François Boëly (1785–1858), compozitor, pianist, organist;
- Ange Hyacinthe Maxence de Damas (1785–1862), ofițer, om politic;
- Victor de Broglie[25] (1785–1870), om de stat, diplomat;
- Charles-Joseph de Flahaut (1785–1870), general, diplomat;
- Pierre-Antoine Lebrun (1785–1873), poet;
- Charles Angélique François Huchet de La Bédoyère (1786–1815), general;
- Adrien-Hubert Brué (1786–1832), cartograf;
- Amédée Louis Despans de Cubières (1786–1853), general, ministru;
- Henry Lemoine (1786–1854), compozitor, editor de publicații muzicale;
- Auguste Ricard de Montferrand (1786–1858), arhitect;
- Pierre-Auguste-Louis Blondeau (1786–1863), compozitor;
- Louis Isidore Duperrey (1786–1865), ofițer de marină, explorator, cartograf;
- Jean-Louis Tulou (1786–1865), flautist, compozitor;
- Jean-François Barrière (1786–1868), istoric;
- François-Édouard Picot (1786–1868), pictor neoclasic;
- Louis Germain Bailly (1787–?), pictor pe sticlă;
- Jean-Pierre Cortot (1787–1843), sculptor;
- Jean-Antoine Letronne (1787–1848), arheolog;
- François Sulpice Beudant (1787–1850), mineralog, geolog;
- Joseph Guillou (1787–1853), compozitor, flautist;
- Constant Prévost (1787–1856), geolog;
- Charles-Pierre Chapsal (1787–1858), specialist în gramatică, lexicografie;
- Anne-Honoré-Joseph Duveyrier (Mélesville) (1787–1865), dramaturg;
- Louis Antoine Ponchard (1787–1866), tenor;
- Éléonore Denuelle de La Plaigne (1787–1868), metresă a lui Napoleon;
- Edmond de Talleyrand-Périgord (1787–1872), general;
- Nicolas Gosse (1787–1878), pictor;
- Guillaume Bouteiller (1788–?), compozitor;
- Louis Michel Aury (1788–1821), pirat;
- Jean-Pierre Abel-Rémusat (1788–1832), sinolog;
- Louis Letronne (1788–1841), desenator, pictor;
- Pierre Joseph Pelletier (1788–1842), chimist cu cerectări importante privind alcaloizii;
- Antoine-Jacques-Louis Jourdan (1788–1848), medic militar, scriitor, traducător;
- Charles Chaulieu (1788–1849), compozitor;
- Ange René Armand de Mackau (1788–1855), amiral, om politic;
- Georges-Adrien Crapelet (1789–1842), tipograf;
- Jules Robert Auguste (1789–1850), pictor, sculptor;
- Michel-Martin Drolling (1789–1851), pictor;
- Antoine-François Varner (1789–1854), libretist, autor de vodeviluri;
- Augustin Louis Cauchy (1789–1857), cel mai important matematician francez;
- Frédéric IV de Salm-Kyrbourg (1789–1859), prinț;
- Hippolyte André Jean Baptiste Chélard (1789–1861), compozitor;
- Horace Vernet (1789–1863), pictor;
- Jean Achille Deville (1789–1875), anticar;
- Nicolas-Marie-Joseph Chapuy (1790–1858), litograf
- Claude Marie Dubufe (1790–1864), pictor;
- Pierre-Antoine Berryer (1790–1868), avocat, om politic;
- Abel-François Villemain (1790–1870), scriitor, om politic;
- Jules Germain Cloquet (1790–1883), chirurg, anatomist.

#### 1791 - 1800
- Ferdinand Hérold (1791–1833), compozitor;
- Baptiste Alexis Victor Legrand (1791–1848), inginer; a trasat prima cale ferată în Franța;
- Élisa Garnerin (1791–1853), una dintre primele femei parașutiste;
- Eugène Scribe (1791–1861), dramaturg, libretist;
- Marie Désiré Beaulieu (1791–1863), compozitor;
- Bernard-Pierre Magnan (1791–1865), Mareșal al Franței;
- Jean-Henri Dupin (1791–1887), libretist, dramaturg;
- Gaspard-Gustave Coriolis (1792–1843), matematician, fizician; i se atribuie conceptul "efectul Coriolis";
- Nicolas-Toussaint Charlet (1792–1845), pictor, desenator;
- Armand Dufrénoy (1792–1857), geolog, mineralog;
- Victor Cousin (1792–1867), filozof, specialist în teoria culturii;
- Jules Joseph Gabriel (1792–1869), dramaturg;
- Henri-François Gaultier de Claubry (1792–1878), chimist;
- Charles Paul de Kock (1793–1871), scriitor;
- Michel François Hoguet (1793–1871), coregraf;
- Achille Richard (1794–1852), botanist, medic;
- Philippe Le Bas (1794–1860), filolog, arheolog;
- Achille Valenciennes (1794–1865), zoolog;
- Auguste Regnaud de Saint-Jean d’Angely (1794–1870), general, om de stat;
- Charles Gavard (1794–1871), inginer, litograf, editor;
- Léon Cogniet (1794–1880), pictor;
- Armand Lévy (1795–1841), matematician, mineralog;
- William Lee D. Ewing (1795–1846), om politic american;
- William J. Hough (1795–1869), jurist, om politic american;
- Anselme Payen (1795–1871), chimist; i se atribuie descoperirea enzimei diastază și a celulozei;
- Antoine-Louis Barye (1795–1875), sculptor;
- Félix-Auguste Duvert (1795–1876), autor de vodeviluri;
- Achille Baraguey d’Hilliers (1795–1878), Mareșal al Franței;
- Arthur Morin (1795–1880), fizician, membru al Academiei Regale Suedeze de Științe;
- Achille Etna Michallon (1796–1822), pictor;
- Christophe Civeton (1796–1831), pictor, litograf;
- Nicolas Léonard Sadi Carnot (1796–1832), fizician, inginer, cu contribuții deosebite în termodinamică;
- Louis Eugène Marie Bautain (1796–1847), preot, filozof;
- Auguste Mathieu Panseron (1796–1859), compozitor;
- Barthélemy Prosper Enfantin (1796–1864), filozof
- Charles-François Duvernoy (1796–1872), cântăreț;
- Frédéric-Auguste Demetz (1796–1873), jurist;
- Julien Léopold Boilly (1796–1874), pictor, litograf;
- Jean-Baptiste Camille Corot (1796–1875), pictor, cel mai mare peisagist al secolului al XIX-lea;
- Charles Cousin-Montauban (1796–1878), general, om de stat;
- Irénée-Jules Bienaymé (1796–1878), specialist în statistică și în teoria probabilităților;
- Charles Bontems (1796–1879), judecător, om politic elvețian;
- Felix Savary (1797–1841), astronom;
- Victor Audouin (1797–1841), naturalist;
- Adrien-Henri de Jussieu (1797–1853), botanist;
- Paul Delaroche (1797–1856), pictor;
- Eugène Soubeiran (1797–1858), chimist, farmacist;
- Toussaint Poisson (1797–1861), compozitor;
- Jean-Léonard-Marie Poiseuille (1797–1869), medic, fizician; contribuții deosebite în dinamica fluidelor (ecuația Hagen–Poiseuille);
- Félix Duban (1797–1870), arhitect;
- Pierre Leroux (1797–1871), filozof, adept al mișcării socialiste;
- Charles de Rémusat (1797–1875), politician;
- Gabriel Andral (1797–1876), medic; considerat fodatorul hematologiei;
- Jean-Louis Victor Grisart (1797–1877), arhitect;
- Charles Jules Labarte (1797–1880), jurist, istoric de artă;
- Louis Pierre Henriquel-Dupont (1797–1892), gravor;
- Jean-Augustin Franquelin (1798–1839), pictor;
- Abel Hugo (1798–1855), eseist;
- Désiré-Alexandre Batton (1798–1855), compozitor;
- Eugène Delacroix (1798–1863), cel mai important pictor al romantismului;
- X. B. Saintine (1798–1865), scriitor;
- Charles Dupeuty (1798–1865), libretist;
- Jules Michelet (1798–1874), istoric;
- Hippolyte François Jaubert (1798–1874), botanist, politician;
- Virginie Déjazet (1798–1875), actriță;
- Charles-Philippe Larivière (1798–1876), pictor;
- Bernard Jullien (1798–1881), profesor, filolog;
- Edouard Boilly (1799–1854), compozitor;
- Oscar I al Suediei (1799–1859), rege al Suediei și al Norvegiei;
- Jacques Fromental Halévy (1799–1862), compozitor;
- Benoît Paul Émile Clapeyron (1799–1864), fizician cu contribuții în termodinamică;
- Léonor-Joseph Havin (1799–1868), publicist, om politic;
- Charles Eblé (1799–1870), general;
- Alexandre Georges Fourdinois (1799–1871), proiectant de mobilier;
- François Dauverné (1799–1874), trompetist;
- Jules-Henri Vernoy de Saint-Georges (1799–1875), dramaturg;
- Henry Monnier (1799–1877), actor, caricaturist;
- Auguste Barbereau (1799–1879), compozitor, muzicolog;
- Louis Charles Kiener (1799–1881), specialist în malacologie;
- Louis Alexandre Auguste Chevrolat (1799–1884), entomolog;
- Camille-Christophe Gerono (1799–1891), matematician;
- Pierre-Julien Nargeot (1799–1891), compozitor, dirijor;
- Élisabeth de Savoie-Carignan (1800–1856), prințesă a Casei de Savoia;
- Achille Devéria (1800–1857), pictor, litograf;
- Jean Louis Lassaigne (1800–1859), chimist;
- Achille Marcus Fould (1800–1867), bancher, om politic;
- Antony Deschamps (1800–1869), poet;
- Charles Antoine Lemaire (1800–1871), botanist;
- Octave Tassaert (1800–1874), pictor, gravor;
- Jules Bastide (1800–1879), om politic;
- Michel Masson (1800–1883), scriitor;
- Louis-Prosper Gachard (1800–1885), istoric, paleograf belgian;
- Charles de Viel-Castel (1800–1887), istoric, diplomat;
- Eugène Louis Lami (1800–1890), pictor;
- Joseph-Frédéric Debacq (1800–1892), arhitect.

### Secolul al XIX-lea

#### 1801 - 1810
- Achille Murat (1801–1847), prinț, fiu al lui Joachim Murat;
- Eugène Burnouf (1801–1852), orientalist, specialist în scrierea cuneiformă;
- Alfred d'Orsay (1801–1852), pictor, sculptor;
- Albert Auguste Perdonnet (1801–1867), inginer feroviar;
- Victor Adam (1801–1867), pictor;
- Marc Girardin (1801–1873), scriitor;
- Louis Napoléon Lannes (1801–1874), diplomat, politician;
- Henri Labrouste (1801–1875), arhitect;
- Adolphe-Théodore Brongniart (1801–1876), botanist, fiu al lui Alexandre Brongniart;
- Émile Littré (1801–1881), filozof, lexicograf;
- Augustin-Alexandre Dumont (1801–1884), sculptor;
- Napoleon Charles Bonaparte (1802–1807), fiul cel mare al lui Louis Bonaparte;
- Charlotte Napoléone Bonaparte (1802–1839), fiică a lui Joseph Bonaparte;
- Louis-Eugène Cavaignac (1802–1857), general;
- Charles Lenormant (1802–1859), arheolog;
- Édouard Ménétries (1802–1861), zoolog;
- Honoré Théodoric d'Albert de Luynes (1802–1867), numismat, arheolog;
- François Christophe Edmond de Kellermann (1802–1868), diplomat, om de stat;
- Charles Nicholas Aubé (1802–1869), medic, entomolog;
- Émile Bienaimé (1802–1869), compozitor;
- Ludovic Vitet (1802–1873), dramaturg, om politic;
- Éloi Firmin Féron (1802–1876), pictor;
- Théodore Gudin (1802–1880), pictor;
- Marie-Félicité Brosset (1802–1880), orientalist;
- Léon Halévy (1802–1883), dramaturg;
- Louis-Nicolas Bescherelle (1802–1883), specialist în gramatică, lexicografie;
- Paul de Noailles (1802–1885), istoric;
- Jean-Baptiste Boussingault (1802–1887), chimist;
- Alfred-Auguste Cuvillier-Fleury (1802–1887), istoric, critic literar;
- Flora Tristan (1803–1844), scriitoare din Peru;
- Édouard Biot (1803–1850), inginer, sinolog;
- Adolphe Adam (1803–1856), compozitor;
- Charles Lucien Bonaparte (1803–1857), naturalist;
- Alexandre-Gabriel Decamps (1803–1860), pictor;
- Tanneguy Duchâtel (1803–1867), politician;
- Paul Huet (1803–1869), pictor;
- Prosper Mérimée (1803–1870), scriitor, istoric, arheolog;
- Léon Vaudoyer (1803–1872), arhitect;
- Jean Girardin (1803–1884), chimist;
- Eugène Isabey (1803–1886), pictor;
- Napoleon Louis Bonaparte (1804–1831), prinț, fiu al lui Louis Bonaparte;
- Charles-Alexandre Fessy (1804–1856), organist, compozitor;
- Eugène Sue (1804–1857), scriitor;
- Francisque Joseph Duret (1804–1865), sculptor;
- Paul Gavarni (1804–1866), ilustrator;
- Élie Frédéric Forey (1804–1872), Mareșal al Franței;
- Louise Farrenc (1804–1875), compozitoare, pianistă;
- Gustave Olivier Lannes de Montebello (1804–1875), ofițer, om politic;
- George Sand (1804–1876), scriitoare, feministă;
- Claude-Étienne Minié (1804–1879), ofițer, inovator în domeniul armelor de foc;
- Édouard Chassaignac (1804–1879), fizician;
- Louis-François-Clement Breguet (1804–1883), fizician;
- Victor Schœlcher (1804–1893), om politic, aboliționist;
- Marc Athanase Parfait Œillet des Murs (1804–1894), ornitolog;
- Gabriel Bibron (1805–1848), zoolog, herpetolog;
- Isidore Geoffroy Saint-Hilaire (1805–1861), zoolog;
- Eugène Devéria (1805–1865), pictor;
- Théodore Labarre (1805–1870), compozitor;
- Heinrich Kurz (1805–1873), istoric literar;
- Édouard de Verneuil (1805–1873), paleontolog;
- Victor Baltard (1805–1874), arhitect;
- Louise Bertin (1805–1877), compozitoare, poetă;
- Charles de Choiseul-Praslin (1805–1847), nobil, politician;
- Édouard Drouyn de Lhuys (1805–1881), om de stat, diplomat;
- Henri Auguste Barbier (1805–1882), dramaturg, poet;
- Jules Barthélemy-Saint-Hilaire (1805–1895), filozof, jurnalist;
- Auguste Anicet-Bourgeois (1806–1871), dramaturg;
- Michel Delaporte (1806–1872), pictor, litograf, caricaturist;
- Charles Léon (1806–1881), primul fiu natural al lui Napoleon;
- Eugène Giraud (1806–1881), pictor;
- Émile de Girardin (1806–1881), jurnalist, politician;
- Charles Frédéric Martins (1806–1889), botanist, medic;
- Alphonse Pyramus de Candolle (1806–1893), botanist, fiu al lui Augustin Pyramus de Candolle;
- Gilbert Duprez (1806–1896), tenor;
- Jean-Jacques Feuchère (1807–1852), sculptor;
- Léon de Laborde (1807–1869), arheolog;
- Auguste Nélaton (1807–1873), chirurg;
- Alexandre Auguste Ledru-Rollin (1807–1874), politician;
- Charles-Auguste Questel (1807–1888), arhitect;
- Ernest Legouvé (1807–1903), dramaturg;
- Maria Malibran (1808–1836), mezzosoprană;
- Gérard de Nerval (1808–1855), poet;
- Jean Baptiste Gustave Planche (1808–1857), critic literar și de artă;
- Napoleon al III-lea (1808–1873), primul președinte al celei de a 2-a Republici Franceze;
- Antoine Elwart (1808–1877), compozitor, muzicolog;
- Antoine Étex (1808–1888), sculptor, pictor, arhitect;
- Jean-Baptiste Alphonse Karr (1808–1890), scriitor, jurnalist;
- Alexis Damour (1808–1902), mineralog;
- Wladimir Brunet de Presle (1809–1875), elenist, bizantinist;
- Alphone Guichenot (1809–1876), zoolog;
- Alexandre Debain (1809–1877), inventatorul armoniului;
- Joseph d'Haussonville (1809–1884), politician, istoric;
- Edmond Le Bœuf (1809–1888), Mareșal al Franței;
- Georges-Eugène, Baron Haussmann (1809–1891), urbanist;
- Alfred de Musset (1810–1857), scriitor, reprezentant de seamă al romantismului;
- Alfred de Dreux (1810–1860), pictor;
- Édouard Verreaux (1810–1868), naturalist;
- Eliphas Lévi (1810–1875), autor de literatură  ocultă și paranormală;
- Ernest Courtot de Cissey (1810–1882), general, premier.

#### 1811 - 1820
- Napoleon al II-lea (1811–1832), fiu al lui Napoleon I;
- Marie Pleyel (1811–1875), pianist;
- Theodore Nicolas Gobley (1811–1876), biochimist;
- Édouard René de Laboulaye (1811–1883), jurist, militant anti-sclavie;
- Félix Le Couppey (1811–1887), compozitor;
- Eugène-Melchior Péligot (1811–1890), chimist;
- Auguste Ottin (1811–1890), sculptor;
- Léon Lalanne (1811–1892), inginer, politician;
- Émilien de Nieuwerkerke (1811–1892), sculptor;
- Victor Duruy (1811–1894), istoric, om de stat;
- Adolphe d'Ennery (1811–1899), scriitor;
- Zygmunt Krasiński (1812–1859), poet polonez;
- Théodore Rousseau (1812–1867), pictor;
- Auguste Duméril (1812–1870), zoolog;
- Henri-François-Alphonse Esquiros (1812–1876), scriitor;
- Marie-Alexandre Alophe (1812–1883), fotograf;
- Paul Abadie (1812–1884), arhitect;
- Louis-Nicolas Cabat (1812–1893), pictor;
- Louis Leroy (1812–1885), pictor, critic de artă;
- Camille Doucet (1812–1895), scriitor;
- Barthélemy Hauréau (1812–1896), istoric, publicist;
- Pierre Alphonse Laurent (1813–1854), ofițer, matematician;
- Isidore Pils (1813–1875), pictor;
- Charles Marville (1813–1879), fotograf;
- Théodore-Charles Gruyère (1813–1885), sculptor;
- Auguste Maquet (1813–1888), scriitor;
- Charles-Valentin Alkan (1813–1888), compozitor, pianist;
- Carel Gabriel Cobet (1813–1889), lingvist olandez;
- Louise-Victorine Ackermann (1813–1890), poetă;
- Auguste André Thomas Cahours (1813–1891), chimist;
- Charles Jacque (1813–1894), pictor, gravor;
- Edmond de Sélys Longchamps (1813–1900), politician belgian;
- Pierre Wantzel (1814–1848), matematician;
- Louis Alfred Becquerel (1814–1862), medic, fizician, fiu al lui Antoine Cesar Becquerel;
- Louis-Auguste Bisson (1814–1876), fotograf;
- Eugène Viollet-le-Duc (1814–1879), arhitect;
- Théodore Frère (1814–1888), pictor;
- Charles de Lorencez (1814–1892), general;
- Hippolyte Lucas (1814–1899), entomolog;
- Louis, Duce de Nemours (1814–1896), prinț, fiu al lui Ludovic-Filip al Franței;
- Paul-Gustave Froment (1815–1865), inginer, inventator;
- Louis Le Chatelier (1815–1873), chimist;
- Henri Félix Emmanuel Philippoteaux (1815–1884), pictor;
- Eugène Labiche (1815–1888), dramaturg;
- Jean-Achille Benouville (1815–1891), pictor;
- Rosine Stoltz (1815–1903), mezzosoprană;
- Ernest Boulanger[26] (1815–1900), compozitor;
- Louis de Vilmorin (1816–1860), biolog;
- Paul Gervais (1816–1879), paleontolog, entomolog;
- Charles Lasègue (1816–1883), medic;
- Eugène Edine Pottier (1816–1887), poet, anarhist, revoluționar;
- Philippe Rousseau (1816–1887), pictor;
- Victor Adolphe Malte-Brun (1816–1889), geograf, cartograf;
- Victor Antoine Signoret (1816–1889), farmacolog, medic, entomolog;
- Louis James Alfred Lefébure-Wély (1817–1869), compozitor, organist;
- Gustave Thuret (1817–1875), botanist;
- Charles-François Daubigny (1817–1878), pictor;
- Édouard-Léon Scott de Martinville (1817–1879), tipograf, scriitor;
- Saint-René Taillandier (1817–1879), scriitor, critic literar;
- Théodore Ballu (1817–1885), arhitect;
- Austen Henry Layard (1817–1894), arheolog, istoric al artei;
- Édouard Deldevez (1817–1897), dirijor, violonist;
- Auguste Ambroise Tardieu[27] (1818–1879), medic;
- Henri Le Secq (1818–1882), pictor;
- Gustave Aimard (1818–1883), scriitor;
- Eugène-Ernest Hillemacher (1818–1887), pictor;
- Charles Gounod (1818–1893), compozitor;
- Paul Meurice (1818–1905), scriitor;
- Luisa Maria Tereza de Bourbon-Artois (1819–1864), prințesă, fiică a lui Charles Ferdinand, Duce de Berry;
- Léon Foucault (1819–1868), fizician, astronom;
- Amédée de Noé (1819–1879), caricaturist, litograf;
- Agénor de Gramont[28] (1819–1880), om politic, diplomat;
- Édouard Dubufe (1819–1883), pictor;
- Joseph Alfred Serret (1819–1885), matematician;
- Pierre Édouard Frère (1819–1886), pictor;
- Jules Pasdeloup (1819–1887), dirijor;
- André-Adolphe-Eugène Disdéri (1819–1889), fotograf;
- Ernest Cosson (1819–1889), botanist;
- Aimé Millet (1819–1891), sculptor;
- Hippolyte Fizeau (1819–1896), fizician; i se atribuie experimentul Fizeau;
- Émile Blanchard (1819–1900), zoolog, entomolog;
- Marie Firmin Bocourt (1819–1904), zoolog;
- Émile Deschanel (1819–1904), scriitor, tatăl lui Paul Deschanel;
- Clément Juglar (1819–1905), economist, statistician;
- Pierre Louis Rouillard (1820–1881), sculptor;
- Henri, conte de Chambord (1820–1883), pretins rege al Franței;
- Alexandre-Émile Béguyer de Chancourtois (1820–1886), geolog, mineralog;
- Léon Fairmaire (1820–1906), entomolog;
- Félix Nadar (1820–1910), caricaturist, fotograf.

#### 1821 - 1830
- François-Léon Benouville (1821–1859), pictor;
- Charles Baudelaire (1821–1867), poet simbolist;
- Charles Méryon (1821–1868), gravor;
- Arthur Saint-Léon (1821–1870), coregraf;
- Louis-Adolphe Bertillon (1821–1883), medic, micolog, statistician;
- Abel Pavet de Courteille (1821–1889), orientalist, specialist în turcologie;
- Victor Guérin (1821–1890), arheolog, geograf;
- Camille Rousset (1821–1892), istoric;
- Henri Baudrillart (1821–1892), economist;
- Albert de Broglie (1821–1901), fost premier;
- Pauline Viardot (1821–1910), mezzosoprană;
- Henri Murger (1822–1861), scriitor;
- Alfred Dehodencq (1822–1882), pictor;
- Marie-Jean-Léon, Marquis d'Hervey de Saint Denys (1822–1892), orientalist, sinolog;
- Auguste Cain (1822–1894), sculptor;
- Maxime Du Camp (1822–1894), scriitor, fotograf;
- Henri d'Orléans, duce de Aumale (1822–1897), prinț, fiu al lui Ludovic-Filip al Franței;
- Joseph Bertrand (1822–1900), matematician;
- Louis-Nicolas Ménard (1822–1901), scriitor;
- Félix-Joseph Barrias (1822–1907), pictor;
- Frédéric Passy (1822–1912), economist, laureat al Premiului Nobel;
- Théodore Barrière (1823–1877), dramaturg;
- Gabriel Davioud (1823–1881), arhitect;
- Maurice Sand (1823–1889), scriitor, entomolog;
- Joseph-Alfred Foulon (1823–1893), cardinal;
- Paul Janet (1823–1899), filozof, scriitor;
- Gustave Paul Cluseret (1823–1900), militar, politician;
- Sophie Gengembre Anderson (1823–1903), pictor englez;
- Jules Louis Lewal (1823–1908), general;
- Émile Deville (1824–1853), medic, naturalist;
- Gustave Boulanger (1824–1888), pictor;
- Alexandre Dumas fiul (1824–1895), scriitor;
- Pierre Janssen (1824–1907), astronom;
- Emmanuel Fremiet (1824–1910), sculptor;
- Henri Giffard (1825–1882), inginer, inventator;
- Gustave Zédé (1825–1891), inginer, proiectant de submarine;
- Jean-Martin Charcot (1825–1893), medic;
- Charles Garnier (1825–1898), arhitect;
- Jules Barbier (1825–1901), libretist;
- Joseph René Bellot (1826–1853), explorator arctic;
- Alfred Vulpian (1826–1887), medic, neurolog;
- Frédéric Godefroy (1826–1897), lingvist;
- Gustave Moreau (1826–1898), pictor;
- Julius Stockhausen (1826–1906), cântăreț german;
- Honoré Daumet (1826–1911), arhitect;
- Emil Hünten (1827–1902), pictor, litograf;
- Alphonse James de Rothschild (1827–1905), bancher, viticultor;
- Marcellin Berthelot (1827–1907), chimist cu contribuții deosebite în termochimie;
- Hector Crémieux (1828–1892), libretist;
- Maria Deraismes (1828–1894), scriitoare, militantă pentru drepturile femeii;
- Charles-Louis-Étienne Nuitter (1828–1899), libretist;
- Pierre Émile Levasseur (1828–1911), economist;
- Lucien-Anatole Prévost-Paradol (1829–1870), jurnalist, eseist;
- Paul Trouillebert (1829–1900), pictor;
- Pierre-Hector Coullié (1829–1912), cardinal;
- Joseph Auguste Émile Vaudremer (1829–1914), arhitect;
- Jules de Goncourt (1830–1870), [scriitor]];
- Numa Denis Fustel de Coulanges (1830–1889), istoric;
- Philippe Burty (1830–1890), critic de artă;
- Henri Meilhac (1830–1897), libretist;
- Pierre Paul Dehérain (1830–1902), specialist în agrochimie;
- Gaston Alexandre Auguste, Marquis de Galliffet (1830–1909), general;
- Victor Henri Rochefort, Marquis de Rochefort-Luçay (1830–1913), politician.

#### 1831 - 1840
- Amelia a Braziliei (1831–1853), prințesă, fiică a lui Pedro I al Braziliei;
- Philippe Gille (1831–1901), dramaturg, libretist;
- Paul Du Chaillu (1831–1903), zoolog;
- Amédée Mannheim (1831–1906), matematician, inventator al riglei de calcul;
- Victorien Sardou (1831–1908), dramaturg;
- Paul Durand-Ruel (1831–1922), comerciant de artă;
- Édouard Manet (1832–1883), pictor, precursor al impresionismului;
- Charles Yriarte (1832–1898), scriitor, jurnalist;
- Octave Chanute (1832–1910), inventator american, pionier al aviației;
- Édouard Béliard (1832 - 1912), pictor;
- Jean Alfred Fournier (1832–1914), medic, specialist în boli venerice;
- Charles Lecocq (1832–1918), compozitor;
- Louis Edmond Duranty (1833–1880), scriitor, critic de artă;
- Henri Rouart (1833–1912), pictor;
- Félix Bracquemond (1833–1914), pictor, gravor;
- Maurice Raynaud (1834–1881), medic; a descoperit "sindromul Raynaud";
- George du Maurier (1834–1896), ilustrator;
- Ludovic Halévy (1834–1908), libretist;
- Léon Vaillant (1834–1914), zoolog;
- Edgar Degas (1834–1917), pictor, întemeietor al impresionismului;
- Paul Henri Fischer (1835–1893), zoolog;
- Adolphe Danhauser (1835–1896), compozitor;
- Alphonse Milne-Edwards (1835–1900), zoolog;
- Émile Boutmy (1835–1906), sociolog;
- Désirée Artôt (1835–1907), soprană;
- Camille Saint-Saëns (1835–1921), compozitor;
- Eugène Delaplanche (1836–1891), sculptor;
- Edward Poynter (1836–1919), pictor;
- Alfred Grandidier (1836–1921), naturalist, explorator;
- Paul Foucart (1836–1926), arheolog;
- Jules Chéret (1836–1932), litograf;
- François Lenormant (1837–1883), arheolog;
- Henry Becque (1837–1899), dramaturg;
- Paul Armand Silvestre (1837–1901), scriitor, libretist;
- Tony Robert-Fleury (1837–1911), pictor;
- Tony Robert-Fleury (1837 - 1912), pictor;
- Paul Thureau-Dangin (1837–1913), istoric;
- Jean-Louis Pascal (1837–1920), arhitect;
- Gustave Flourens (1838–1871), lider revoluționar;
- Georges Bizet (1838–1875), compozitor romantic;
- Ludovic Filip, Conte de Paris (1838–1894), prinț, fiu al lui Prințul Ferdinand-Filip al Franței;
- Jules Dalou (1838–1902), sculptor;
- Alfred Sisley (1839–1899), pictor impresionist englez;
- Victorin de Joncières (1839–1903), compozitor;
- Sully Prudhomme (1839–1907), scriitor, primul laureat al  Premiului Nobel pentru Literatură;
- Louis Émile Javal (1839–1907), medic oftalmolog;
- Marie-Adolphe Carnot (1839–1920), chimist, inginer, politician;
- André Gill (1840–1885), caricaturist;
- Henri Duveyrier (1840–1892), explorator al Saharei;
- Émile Nouguier (1840–1897), inginer;
- Émile Zola (1840–1902), romancier, reprezentant de seamă al naturalismului;
- Jehan Georges Vibert (1840–1902), pictor;
- Henri-Léopold Lévy (1840–1904), pictor;
- Prințul Robert, Duce de Chartres (1840–1910), prinț, fiu al prințului Ferdinand-Filip al Franței;
- Marie de Castellane (1840–1915), prințesă
- Auguste Rodin (1840–1917), sculptor, pictor;
- Paul Meyer (1840–1917), filolog;
- Claude Monet (1840–1926), pictor impresionist.

#### 1841 - 1850
- Félix Faure (1841–1899), fost președinte al Franței;
- Louis-Ernest Barrias (1841–1905), sculptor;
- René Panhard (1841–1908), inginer;
- Nélie Jacquemart (1841–1912), pictoriță;
- Louise Héritte-Viardot (1841–1918), compozitor, pianist;
- Armand Guillaumin (1841–1927), pictor impresionist;
- Ferdinand Buisson (1841–1932), academician, laureat al Premiului Nobel pentru Pace;
- Georges Hayem (1841–1933), medic, specialist în hematologie.
- Emma Livry (1842–1863), balerină;
- Stéphane Mallarmé (1842–1898), poet simbolist;
- Alphonse Duvernoy (1842–1907), pianist, compozitor;
- François Coppée (1842–1908), scriitor;
- Jean-Jules-Antoine Lecomte du Nouÿ (1842–1923), pictor, sculptor;
- Henri Gaidoz (1842–1932), filolog, folclorist;
- Ferdinand Humbert (1842–1934), pictor;
- (Alexandre Georges) Henri Regnault[29] (1843–1871), pictor;
- Lucy Madox Brown (1843–1894), pictoriță, scriitoare;
- Abel Hovelacque (1843–1896), lingvist;
- Richard Avenarius (1843–1896), filozof elvețian;
- Gaston Tissandier (1843–1899), chimist, meteorolog, aviator;
- Fernand Pelez (1843–1913), pictor;
- Louis-Eugène Mouchon (1843–1914), pictor, grafician;
- Émile Pessard (1843–1917), compozitor;
- Louis Diémer (1843–1919), pianist, compozitor;
- Paul Cambon (1843–1924), diplomat;
- Jenny Longuet (1844–1883), activistă marxistă;
- Hartwig Derenbourg (1844–1908), orientalist;
- Auguste Michel-Lévy (1844–1911), geolog;
- Eugène Adrien Ducretet (1844–1915), realizator de instrumente științifice;
- Georges Martin[30] (1844–1916), politician, francmason;
- Édouard Drumont (1844–1917), jurnalist, pamflet;
- Prințul Philipp de Saxa-Coburg și Gotha (1844–1921), prinț, fiu al prințului August de Saxa-Coburg și Gotha;
- Anatole France (1844–1924), scriitor, laureat al Premiului Nobel pentru Literatură;
- Victorine Meurent (1844–1927), pictoriță;
- Sarah Bernhardt (1844–1923), actriță;
- Jean-Joseph Benjamin-Constant (1845–1902), pictor, gravor;
- Charles Louis Alphonse Laveran (1845–1922), medic militar și parazitolog;
- Jules Guesde (1845–1922), jurnalist, politician socialist;
- Émile Bergerat (1845–1923), scriitor;
- Fernand Cormon (1845–1924), pictor;
- Jules Cambon (1845–1935), diplomat;
- Georges Charpentier (1846–1905), publicist;
- Gustave Jacquet (1846–1909), pictor;
- Oscar Roty (1846–1911), gravor de monede, medalist;
- Paul Déroulède (1846–1914), politician;
- Gaston Maspero (1846–1916), arheolog;
- Albert Lavignac (1846–1916), compozitor;
- Alfred Philippe Roll (1846–1919), pictor;
- Henri Deutsch de la Meurthe (1846–1919), industriaș în domeniul petrolului;
- Henri-Paul Motte (1846–1922), pictor;
- Maria Vittoria dal Pozzo (1847–1876), prințesă, soția regelui Amadeo al Spaniei;
- Augusta Holmès (1847–1903), compozitoare;
- Jean Casimir-Perier (1847–1907), fost președinte al Franței;
- Marcel Alexandre Bertrand (1847–1907), geolog, fiu al lui Joseph Bertrand;
- Ernest Victor Hareux (1847 - 1909), pictor;
- Ferdinand Walsin Esterhazy (1847–1923), ofițer, spion;
- Gustave Caillebotte (1848–1894), pictor;
- Édouard Dantan (1848–1897), pictor;
- Paul Gauguin (1848–1903), pictor postimprersionist;
- Robert Planquette (1848–1903), compozitor;
- Joris-Karl Huysmans (1848–1907), scriitor;
- Édouard Detaille (1848–1912), pictor;
- Louis-Robert Carrier-Belleuse (1848–1913), pictor, sculptor;
- Georges Ohnet (1848–1918), scriitor;
- Albert I, Prinț de Monaco (1848–1922), prinț, fiu al lui Carol al III-lea, Prinț de Monaco;
- Vilfredo Pareto (1848–1923), economist, sociolog;
- Eugène Simon (1848–1924), arahnolog;
- Théophile Homolle (1848–1925), arheolog;
- Eugène Turpin (1848–1927), chimist;
- Henri Duparc[31] (1848–1933), compozitor;
- Eva Gonzalès (1849–1883), pictoriță;
- Benjamin Godard (1849–1895), violonist, compozitor;
- Floris Osmond (1849–1912), inginer;
- Paul-Albert Besnard (1849–1934), pictor;
- Carlos Thays (1849–1934), arhitect peisagist;
- Alphonse Pénaud (1850–1880), inventator în domeniul aviației;
- Lucien Gaulard (1850–1888), inventator în domeniul electrotehnicii;
- Raphaël Collin (1850–1916), pictor;
- Philipp von Ferrary (1850–1917), colecționar de mărci poștale;
- Jean-François Raffaëlli (1850–1924), pictor;
- Charles Robert Richet (1850–1935), fiziolog, laureat Premiului Nobel pentru Medicină;
- Henry Louis Le Chatelier (1850–1936), chimist.

#### 1851 - 1860
- Paul Grandhomme (1851–1944), sculptor, realizator de medalii;
- Amédée Pigeon (1851–1905), jurnalist, scriitor;
- Pierre Carrier-Belleuse (1851–1932), pictor;
- Félix Gaudin (1851–1930), artist în sticlă și în mozaic;
- Paul Ollendorff (1851–1920), editor, librar;
- Henry Bauër (1851–1915), jurnalist;
- Pascal Dagnan-Bouveret (1852 - 1929), pictor;
- Alphonse Osbert (1857 - 1939), pictor.

#### 1861 - 1880
- Émile-Jacques Ruhlmann (1879 - 1933), designer.

#### 1881 - 1900
- Lucienne Bisson (1881 - 1965), pictoriță;
- Marie Laurencin (1883 - 1956), pictoriță, sculptoriță;
- Pierre Dumont (1884 - 1936), pictor;
- Blanche-Augustine Camus (1884 - 1968), pictoriță;
- Henri Laurens (1885 - 1954), sculptor, ilustrator;
- Henry de Montherlant (1895 - 1972), scriitor.

### Secolul al XX-lea

#### 1921 - 1930
- Gilles Deleuze (1925 - 1995), filozof;
- René Goscinny (1926 - 1977), creator de benzi desenate;
- Bernard Buffet (1928 - 1999), artist plastic;
- Roger Vadim (1928 - 2000), regizor, scenarist;
- Georges Matheron (1930 - 2000), matematician, inginer.

#### 1931 - 1940
- Françoise Brion (n. 1933), actriță;
- Philippe G. Ciarlet (n. 1938), matematician;
- Jacques Kossowski (n. 1940), politician.

#### 1941 - 1950
- Claudine Auger (1941 - 2019), actriță;
- Marie-Christine Barrault (n. 1944), actriță;
- Jean-Pierre Léaud (n. 1944), actor.

#### 1951 - 1960
- André Comte-Sponville (n. 1952), filozof;
- Richard Clayderman (n. 1953), compozitor;
- Hervé Le Tellier (n. 1957), scriitor.

#### 1961 - 1970
- Vincent Chalvon-Demersay (n. 1964), producător de film.

#### 1971 - 1980
- Charles Philippe, Duce de Anjou (n. 1973), prinț.

#### 1981 - 1990
- Michaël Ciani (n. 1984), fotbalist.

#### 1991 - 2000
- Youssouf Fofana (n. 1999), fotbalist.

## Listă alfabetică de personalități marcante din Paris

### A
- Claude Abadie, bancher, muzician
- Paul Abadie, inginer constructor, restaurator
- Adolf Abel, arhitect german
- Jean-Pierre Abel-Rémusat, sinolog, bibliotecar
- Lionel Abelanski, actor
- Henri Abraham, fizician
- Barbe Acarie, teolog
- Lilly Ackermann, actor
- Adolphe Adam, compozitor
- Henri-Georges Adam, pictor, grafician, sculptor
- Victor Adam, pictor, litograf
- Isabelle Adjani, actor
- Sophie Agnel, muzician
- Philippe Aghion, economist
- Gilles Aillaud, pictor, autor
- Anouk Aimée, actor
- Charles Valentin Alkan, compozitor
- Napoléon Alkan, compozitor
- Maurice Allais, inginer
- Christophe-Gabriel Allegrain, sculptor;
- Guillaume Amontons, fizician
- Gilbert Amy, compozitor
- Jules André, pictor
- Albert Androt, compozitor
- Anémone, actor
- Ana de Bourbon-Parma, principesă (soția regelui Mihai I)
- Armand Léon Annet, guvernator
- Louis Aragon, scriitor, poet
- Jean Pierre Joseph d'Arcet, chimist
- Maurice Archambaud, ciclist
- Antoine Arnauld, filozof
- Antoine-Vincent Arnault, scriitor
- Raymond Aron, politolog,
- Claude Arrieu, compozitor
- Louis Arrighi de Casanova, politician
- Armand d'Artois, scriitor
- Jean Désiré Montagney Artôt, muzician
- Astrolabius, prelat
- Michel Attenoux, muzician
- Caroline Attia, schior
- Max Aub, scriitor
- Pierre-Emerick Aubameyang, fotbalist
- Tony Aubin, compozitor
- Martine Aubry, politician
- Jacques Audiard, regizor
- Claudine Auger, actriță
- Pierre Auger, fizician
- Henri d'Orléans, duc d'Aumale, general,
- Louis Michel Aury, pirat
- Daniel Auteuil, actor
- Richard Avenarius, filozof german
- Nabil Ayouch, regizor
- Sabine Azéma, actor
- Charles Aznavour, autor, compozitor, actor
- Marcel Azzola, muzician

### B
- Jean-Jacques Bachelier, pictor;
- Alfred Bachelet, compozitor, dirijor;
- Nicolas Bacri, compozitor;
- Jean-Sylvain Bailly, astronom;
- Claude Ballot-Léna, automobilist
- Victor Baltard, arhitect
- Balthus,  Pictor
- Édouard Baptiste, compozitor, organist
- Louis Baraguey d'Hilliers, General
- Achille Baraguey d'Hilliers, General, Maresal
- Barbara, Cantaret si Compozitor
- Auguste Barbereau, Compozitor
- Eddie Barclay, Muzician
- Brigitte Bardot, Actor
- Andrea Barlesi, automobilist belgian
- Marie-Christine Barrault, actriță
- Jean-Baptiste Barrière, compozitor
- Antoine-Louis Barye, sculptor
- Alain Bashung, Cantaret si Actor
- Sebastien Bassong, Fotbalist
- Louis Bastien, Ciclist, Scrimeur
- Désiré-Alexandre Batton, Compozitor
- Charles Baudelaire, Poet
- Alfred-Henri-Marie Baudrillart, Cardinal
- Johann Bauhin, Medic si Botanist
- Ruedi Baur, Designer
- Sophie von Bawr, Scriitor si Compozitor
- Auguste Bazille, Organist si Compozitor
- Eugène de Beauharnais, Conte, General, fiul vitreg al lui Napoleon, fiul Joséfinei de Beauharnais
- Hortense de Beauharnais, regina Olandei mama lui Napoleon III.
- Désiré Beaulieu, Compozitor
- Hélène de Beauvoir, Pictor sora lui Simone de Beauvoir
- Simone de Beauvoir, Scriitor,
- Jacques Becker, Regizor
- Alexandre Edmond Becquerel, Fizician
- Antoine Henri Becquerel, Fizician
- Louis Alfred Becquerel, Medic
- Maurice Bedel, Scriitor
- Jean-Jacques Beineix, Regizor
- Édouard Béliard, pictor
- David Bellion, Fotbalist
- Véra Belmont, Regizor
- Jean-Pierre Beltoise, Autotomobilist
- Julien Benda,  Scriitor
- Marie-Guillemine Benoist, pictoriță
- Jean-Achille Benouville, Pictor
- Jacques Benveniste, Medic
- Pierre-Jean de Béranger, Poet
- Cyrano de Bergerac, Scriitor
- Henri Bergson, Filozof
- François Berléand, Actor
- Georges Bernanos, Scriitor
- Christine Bernardi, Matematician
- Sarah Bernhardt, Actor
- Claude Berri, Actor, Regizor, Scenarist
- Albert Bertelin, Compozitor
- Marcellin Berthelot, Politician si Chimist
- Dominique Bertinotti, Politician
- Alphonse Bertillon,  Antropolog
- Henri Montan Berton, Compozitor
- Luc Besson, Regizor
- Charles Bettelheim, Economist
- Pierre Bézier, Matematician
- Francis Biddle, Judecator american
- Charles-Joseph de Flahaut, General si Politician
- Émile Bienaimé, Compozitor
- Juliette Binoche, Actor
- Édouard Biot, Ingener
- Jean-Baptiste Biot,  Matematician
- Armand-Louis de Gontaut, duc de Biron, General
- Lucienne Bisson, pictoriță;
- Georges Bizet, Compozitor
- Gérard Blain, Actor, Regizor si Scenarist
- Charles Émile Blanchard, Zoolog si Entomolog
- François-Étienne Blanchet, Contructor de instrumente muzicale
- Pierre-Auguste-Louis Blondeau, Compozitor
- Ernest Blum, Romancier
- Léon Blum, Politician
- Jan de Bodt,  General si Arhitect
- Nicolas Boileau, Scriitor
- Pierre Boileau, Scriitor
- Edouard Boilly, Compozitor
- Christian Boltanski, Artist
- Charles Lucien Jules Laurent Bonaparte, Ornitolog si Politician
- Napoleon Franz Bonaparte, Conte de Reichstadt, fiul lui Napoleon Bonaparte
- Pascal Bonitzer, Regizor si Scenarist
- Gaston Bonnier, Botanist
- Paul Bontemps, Atlet
- Amédée Borsari, Compozitor
- Léon-Philippe Teisserenc de Bort, Meteorolog
- Rachid Bouchareb, Regizor
- François Boucher, Pictor,
- Louis Antoine de Bougainville, Scriitor
- Dominique Bouhours, Teolog iezuit
- Gustave Boulanger, Pictor
- Lili Boulanger, Compozitor
- Nadia Boulanger, Compozitor si Dirijor
- Étienne-Louis Boullée, Arhitect
- Léon Victor Bourgeois, Jurist
- Louise Bourgeois, Pictor
- Loys Bourgeois, Muzician
- François Bourgeon, Autor si Desenator
- Guillaume Bouteiller, Compozitor
- Louis Bouyer,  Teolog
- Emmanuel Bove, Scriitor
- Jacqueline Boyer, Cantaret
- Jean Boyer, Regizor si Scenarist
- Louis de Branges de Bourcia, Matematician
- Pierre Brasseur, Actor
- Catherine Bréchignac, Fizician
- Georgette Bréjean-Silver, cântăreț;
- Thérèse Brenet, Compozitor
- Guillaume Briçonnet (Bischof), Episcop de Meaux
- Étienne Charles de Loménie de Brienne, politician
- Françoise Brion, actriță;
- Philippe de Broca, Regizor
- Hans van den Broek,  Politician
- Claude-Victor de Broglie, Politician si General
- François-Marie de Broglie, Maresal
- Achille-Léon-Victor de Broglie,  Diplomat
- Adolphe Brongniart, Botanist
- Pierre Brossolette, Partizan
- Auguste Brouet, Grafician
- Pascal Bruckner, Scriitor
- Alfred Bruneau, Compozitor
- Jean Brunier, Radautomobilist
- Louis de Buade, Conte de Frontenac, Guvernator
- Bernard Buffet, artist plastic;
- Ferdinand Buisson, Pedagog

### C
- Blanche-Augustine Camus, pictoriță;
- André Comte-Sponville, filozof.

### D
- Pascal Dagnan-Bouveret, pictor;
- Gilles Deleuze, filozof;
- Pierre Dumont, pictor.

### F
- Filip al II-lea al Franței, rege;
- Youssouf Fofana, fotbalist.

### H
- Ernest Victor Hareux, pictor.

### L
- Marie Laurencin, pictoriță, sculptoriță
- Henri Laurens, sculptor, ilustrator;
- Hervé Le Tellier, scriitor.

### M
- Georges Matheron, matematician, inginer;
- Henry de Montherlant, scriitor;
- Henri Murger, scriitor.

### N
- Gérard de Nerval, poet.

### O
- Alphonse Osbert, pictor.

### R
- Gérard Rabinovitch, filozof, sociolog;
- Cardinalul Richelieu, om de stat;
- Tony Robert-Fleury, pictor;
- Émile-Jacques Ruhlmann, designer.

### T
- Octave Tassaert, pictor.

## V
- Roger Vadim, regizor, scenarist.